# فهرست شخصیت‌های هیگوراشی وقتی که آن‌ها گریه می‌کنند
هیگوراشی وقتی که آن‌ها گریه می‌کنند یک رمان صوتی است که به چندین مجموعه انیمه، مانگا، لایت ناول و فیلم اقتباس شده است. هر یک از شخصیت‌ها اغلب در هر  آرک اصلی حضور دارند؛ از جمله مائبارا کئیچی به همراه دوستانش ریوگو رنا، سونوزاکی میون و شیون، هوجو ساتوکو و فوروده ریکا. شخصیت‌های فرعی نیز در بیشتر آرک‌ها حاضرند؛ از جمله کارآگاه در شرف بازنشستگی اوئیشی کورائودو، عکاس فریلنسر تومیتاکه جیرو، پرستار کلینیک روستا تاکانو میو و پزشک و سرپرست کلینیک ایریه کیوسوکه. این فهرست شامل شخصیت‌های حاضر در آرک‌های اضافۀ کیزونا نیز می‌گردد؛ همچون کیمیوشی ناتسومی و مینای توموئه.

## هیگوراشی وقتی که آن‌ها گریه می‌کنند

### اصلی

شخصیت‌های اصلی هیگوراشی نو ناکو کورو نی کای دیده شده در اقتباس انیمه (از چپ به راست): ردیف بالا: میون، شیون، کئیچی و رنا؛ ردیف پایین: ساتوکو، هانیو و ریکا.

مائبارا کئیچی (前原 圭一 Maebara Keiichi)
صداگذاری شده توسط: سوئیچیرو هوشی
قهرمان اصلی سه آرک «پرسش» اول داستان (اونی‌کاکوشی-هن، واتاناگاشی-هن و تاتاری‌گوروشی-هن). کئیچی پسر نقاش مشهوری است؛ خانوادهٔ او پس از حادثه‌ای خشونت‌آمیز در زادگاهشان که او را گرفتار کرده بود اخیراً به هینامیزاوا نقل مکان کردند. گیرایی و استعداد چشمگیر او در فن بیان، که لقب «جادوگر کلمات» را برای او به ارمغان آورده، به او اجازه می‌دهد به راحتی دوستان جدیدی پیدا کند و در روستا معروف شود، علاوه بر اینها در برخی فعالیت‌های باشگاه برنده شود. در آرک اول داستان، اونی‌کاکوشی-هن، کئیچی پس از شنیدن دربارهٔ قتل و تکه‌تکه کردن مدیر ساخت‌وساز سد و نیز نفرین اویاشیرو-ساما به بدگمانی شدید دچار می‌شود؛ که سرانجام او را به قتل رنا و میون سوق می‌دهد، در حالی که آن دو سعی می‌کردند به او کمک کنند. در پایان او به خاطر چنگ زدن و خراشیدن گردن خودش در داخل یک کیوسک تلفن از خونریزی می‌میرد. با این وجود، قدرت درونی و باور استوار او به دوستانش در آرک‌های بعدی، تبدیل به یکی از جزئیات کلیدی برای پایان‌بندی داستان می‌شود. او در نهایت حتی می‌تواند برخی از رویدادهای آرک‌های گذشته را به یاد آورد. او پیش از جنگیدن چوب بیسبال قدیمی ساتوشی را به کار می‌گیرد. دلیل نقل مکان خانوادهٔ او به هینامیزاوا در تسومی‌هوروبوشی-هن فاش می‌گردد: کئیچی از مدرسه بیزار شد و به خاطر طرز فکر متفاوتش از بقیه بچه‌ها مطرود گشت. برای مقابله با استرس بیش از حدش، او شروع به شلیک به کودکان با تفنگ بی‌بی می‌کند. او با این جنایات به‌طور فزاینده‌ای پرخاشگر می‌شود تا اینکه تصادفاً به چشم یک دختربچه شلیک می‌کند. کئیچی بلافاصله پس از این حادثه، جنایاتش را برای پدر و مادرش فاش می‌کند. به همین خاطر او و خانواده‌اش به هینامیزاوا نقل مکان می‌کنند تا «آغازی تازه» داشته باشند.
فوروده ریکا (古手 梨花 Furude Rika)
صداگذاری شده توسط: یوکاری تامورا
از دوستان کئیچی و قهرمان اصلی چهارمین و آخرین آرک "پرسش"، هیماتسوبوشی-هن و تمام آرک‌های "پاسخ"، و نیز قهرمان واقعی و پشت پردهٔ تمام مجموعه. او و ساتوکو در کلاس، هم‌پایه هستند و در یک خانه با هم زندگی می‌کنند. ریکا به عنوان وارث معبد محلی و "تناسخ اویاشیرو-ساماً مورد احترام روستایی‌ها قرار گرفته است و در جشنوارهٔ سالانهٔ واتاناگاشی نقش یک میکو را ایفا می‌کند. او سرپرست خانه‌اش و از پدر و مادرش پیشی می‌گیرد؛ اما به ندرت به خاطر سن کمش در جلسات شورای روستا شرکت می‌کند. او علاقه‌مند به استفاده از کلمات بی‌معنی همچون نیپا (にぱ〜 nipah) و میی (みぃ〜 mii) است و عادت دارد جملات خود را با نانو دسو (〜なのです nano desu) به پایان برساند. او همچنین دوست دارد اتفاقات را با استفاده از نام‌آواها توصیف کند. برخلاف شخصیت ظاهری او، ریکا (و هانیو) حلقه‌زن‌های زمانی هستند که در میناگوروشی-هن مشخص می‌شود که آنها حدود صد سال است در حال تکرار رویدادهای این مجموعه هستند. هدف نهایی ریکا تداوم حلقه زدن در زمان است تا راهی برای گذشتن از مرگ ظاهراً حتمی‌اش در ژوئن ۱۹۸۳ پیدا کند. در بیشتر دنیاها او و هانیو تنها کسانی‌اند که دنیاهای قبلی را به یاد دارند. ریکا در تسومی‌هوروبوشی-هن باور دارد که بیش از صد سال زندگی کرده است؛ اما به رفتارهای بچگانه‌اش ادامه می‌دهد تا دوستانش را مضطرب نکند. او با وجود سن کمش بعضی اوقات به عنوان مکانیسم مقابله شراب می‌نوشد و کیمچی می‌خورد که باعث آزردگی هانیو می‌شود. بعداً فاش می‌شود که علت مرگ‌های پی‌درپی ریکا در حقیقت میو تاکانو است که معتقد است مرگ او باعث ایجاد تشنج جمعی در میان تمامی مبتلایان به سندرم هینامیزاوا خواهد شد.
ریوگو رنا (竜宮 レナ Ryūgū Rena)
صداگذاری شده توسط: مای ناکاهارا
از دوستان کئیچی و قهرمان اصلی زن سه آرک "پرسش" اول داستان. او بسیار مهربان است و از دوستانش مراقبت می‌کند؛ اما در عین حال ساده‌لوح است و معمولاً مورد تمسخر و آزار و اذیت‌های جزئی قرار می‌گیرد. او معمولاً به خاطر علاقهٔ بیش از حدش نسبت به اشیاء دوست داشتنی از بقیه متمایز است. او هرگاه چیزی را می‌بیند که توجهش را جلب می‌کند، داد می‌زند که "می‌خوام ببرمش خونه!" (お持ち帰り〜 Omochikaerī). او همچنین هنگامی که هیجان‌زده می‌شود، عبارت هائو (はぅ〜 haū) را می‌گوید. علاوه بر اینها رنا عادت دارد عبارات آخر جملاتش را تکرار کند، که از جمله معروفترین آنها کانا؟ کانا؟ (?かな? かな? kana? kana) می‌باشد. او تحت نام واقعی‌اش، رِینا (礼奈 Reina) در هینامیزاوا بزرگ شد. او تا طلاق پدر و مادرش از هم از این نام برای خودش استفاده می‌کرد. خانوادهٔ او به خاطر شغل مادرش به استان ایباراکی نقل مکان کرده بودند و تا یکسال پیش از شروع وقایع داستان، یعنی تا سال ۱۹۸۲ در همان استان ساکن بودند. در تسومی‌هوروبوشی-هن فاش می‌شود که رنا همراه با پدرش زندگی می‌کند و نسبت به مادرش تنفر و کینه دارد؛ چون او با مردی دیگر رابطه داشت و پدرش را ترک کرد. رنا خودش را به خاطر اعتماد داشتن به مادرش و مردی که با او رابطه داشت، خودش را سرزنش می‌کند و این احساس گناه منجر به فروپاشی روانی در او می‌شود. به این خاطر، او در سال ۱۹۸۲ پنجره‌های مدرسه‌اش می‌شکاند و به سه دانش‌آموز پسر حمله می‌کند. رنا حتی تحت تأثیر سندرم هینامیزاوا تلاش می‌کند هر دو مچ دستش را ببرد. باور رنا بر این اساس که او به خاطر ترک هینامیزاوا مورد نفرین و خشم اویاشیرو-ساما قرار گرفته، منجر به بازگشت او و پدرش به هینامیزاوا می‌گردد. او حتی نام خودش را از رینا به رنا تغییر می‌دهد. او برای اینکه کئیچی از گذشته‌اش خبردار نشود، به او می‌گوید که نسبتاً در این روستا تازه‌وارد است. به دلیل حادثه، رنا در بارهٔ موضوع اویاشیرو-ساما حساس است، به شدت به موجودیت این الهه و نفرینش اعتقاد دارد و هرگاه کسی آن را زیر سؤال ببرد خشمگین و ناپایدار می‌شود.
سونوزاکی میون (園崎 魅音 Sonozaki Mion)
صداگذاری شده توسط: ساتسوکی یوکینو
از دیگر دوستان کئیچی، خواهر دوقلوی شیون و رئیس باشگاه فعالیت‌های پس از مدرسه‌اش. مهارت‌های اجتماعی میون همچون کئیچی است. او به کئیچی هم به عنوان دوست و رقیب احترام می‌گذارد (اگرچه بعداً مشخص می‌گردد میون به او علاقه داشته است). او همچون یک تام‌بوی رفتار می‌کند و خودش را اوجی-سان (به معنای پیرمرد یا عمو) صدا می‌زند؛ اما جنبهٔ پنهان دخترانه نیز دارد. او نفر بعدی برای سرپرستی خاندان سونوزاکی می‌باشد، یکی از سه خانوادهٔ هینامیزاوا که نفوذ بسیار گسترده‌ای دارند. میون در نسخهٔ اول رمان تصویری و اقتباس انیمه همراه خود یک تفنگ ایرسافت غلاف‌شده دارد؛ گرچه از آن استفاده نمی‌کند (این تفنگ در نسخهٔ پی‌اس۲ بازی حذف شده است). همچنین همان‌طور که در میناگوروشی-هن نشان داده شده، او تمرینات نظامی دریافت کرده که متشکل است از آموزش نحوهٔ رهبری، هنرهای رزمی، خلبانی هلیکوپتر و اپراتوری رادیو. میون در نتیجهٔ تربیت و آموزشش، یک رهبر استثنائی است که توانست گروه شبه‌نظامی یامائینو (سگ‌های کوهستان) را با به‌کارگیری جنگ چریکی از پای درآورد. او تنها شخصیتی است که هرگز گرفتار بدگمانی شدید ناشی از سندرم هینامیزاوا نشده است؛ عاملی که باعث شد افراد در آرک‌های پرسش و دو آرک اول پاسخ دست به قتل‌های ناگهانی بزنند. ازین رو تسلیم نشدن میون در مقابل این سندرم قابل توجه می‌باشد. نام واقعی او در حقیقت شیون بوده و فرزند دوم خانوادهٔ سونوزاکی است؛ اما در هنگام کودکی، این دو خواهر تصمیم گرفتند جایشان را با هم عوض کنند تا جنبه‌های مختلف زندگی یکدیگر را تجربه کنند. به دلیل این جابجایی، او اشتباهاً میون "شده" و با خالکوبی اونی داغ می‌شود (همچنانکه در نام میون کانجی اونی (鬼) یافت می‌شود) که سرانجام منجر می‌گردد او برای همیشه به عنوان میون زندگی کند. او انواع مختلفی از بازی‌های استراتژیک را همراه با مجازات برای فرد بازنده، برای اعضای باشگاهش ترتیب می‌دهد تا بازی کنند. مجازات این بازی‌ها پوشیدن لباس‌های خجالت‌آور یا چین‌دار در راه رفتن به خانه است. هر بازی که او ترتیب انجامش را می‌دهد، شامل زیر پا گذاشتن قوانین کلی یا به‌کارگیری روش‌های مشکوک و گستاخانه برای بردن است؛ همچون استفاده از کارت‌های بازی علامتدار یا به‌کارگیری حیله‌های زنانه برای سست کردن رقیبان خود.
سونوزاکی شیون (園崎 詩音 Sonozaki Shion)
صداگذاری شده توسط: ساتسوکی یوکینو
خواهر دوقلوی میون که در اوکینومیا (興宮 Okinomiya) زندگی می‌کند. شیون و میون با وجود شخصیت‌های متفاوتشان اغلب جای خود را با همدیگر عوض می‌کنند به طوری که تمایز آنها از هم بسیار دشوار می‌تواند باشد. به گفتهٔ رنا، اگرچه این دو خواهر در ظاهر شخصیت‌های متفاوتی دارند، اما در باطن شبیه هم‌اند. اولین جابجایی این دو هنگام کودکی‌شان انجام شد. بلافاصله پیش از خالکوبی کردن نماد اونی، دو خواهر با هم جابجا شدند تا زندگی همدیگر را تجربه کنند، بدین گونه که میون واقعی شیون و شیون واقعی میون شد که بعداً کل پشت بدنش خالکوبی شد تا او را به عنوان وارث سرپرستی خاندان سونوزاکی نشان دهند. این قضیه فقط در رمان صوتی و مانگا اشاره گشت. یکسال پیش از شروع روایت داستان و آنچنان که در آرک مه‌آکاشی-هن نشان داده شده، شیون در سال ۱۹۸۲ به دلیل تنفر شدیدش از مدرسهٔ شبانه‌روزی سنت لوسیا که مادربزرگش اوریو او را به آنجا فرستاد، مخفیانه از دبیرستان فرار می‌کند و با کمک بادیگاردش کاسای به اوکینومیا بر می‌گردد. با این وجود، او و میون رابطهٔ نزدیکی را حفظ کرده و به یکدیگر کمک می‌کنند. شیون بعداً با ساتوشی که او را از دست بزهکاران نجات می‌دهد، آشنا می‌شود و در یک لحظه به او علاقه‌مند می‌گردد. در بیشتر آرک‌ها، او در مدرسه‌ای متفاوت از دیگر شخصیت‌هاست و ازین رو کمتر در داستان حضور می‌یابد. شیون در آرک‌های واتاناگاشی-هن و مه‌آکاشی-هن (آرک دوم از دیدگاه خود شیون روایت می‌شود) سه خانوادهٔ هینامیزاوا را مسئول ناپدید شدن ساتوشی می‌داند. در رمان صوتی، مانگا و انیمه، هنگامی که اوریو از حضور شیون در اوکینومیا و نشان دادن هویت واقعی خود مطلع می‌شود، دستور می‌دهد او را به اقامتگاه اصلی خانواده بیاورند و مجبورش می‌کند آیینی با عنوان "تمایز درست و غلط از هم" انجام دهد. طبق این آیین او باید سه ناخن انگشتش را در جلوی شاهدان بکشد تا گناهانش پاک گردد؛ یکی برای بادیگاردش کاسای که به او در فرارش کمک کرد، یکی دیگر برای عمویش یوشیرو که به او در انجل مورت کار داد و آخری برای ساتوشی چون او با یکی از اعضای خانوادهٔ هوجو که مورد تنفر روستایی‌ها بودند و به پروژهٔ ساخت سد هینامیزاوا کمک کردند، ارتباط داشت. باور به اینکه انجام چنین کاری باعث بخشش و نجات ساتوشی می‌شود، رویدادی که شخصاً توسط میون نظارت می‌شد، باعث شد روابط میان دو خواهر را به شدت تحت تأثیر قرار دهد. این اتفاق، همراه با خود دیگر شیطانی که شیون در غم و اندوهش نشان داد، سرانجام او را به قتل‌عام می‌کشاند که منجر می‌گردد روان‌گسیختگی پارانوئید نهفتهٔ او به روان‌پریشی کامل توسعه یابد. یکی از آخرین حرف‌هایی که ساتوشی پیش از ناپدید شدنش با شیون ردوبدل کرد این بود که قول دهد مواظب ساتوکو باشد. در واتاناگاشی-هن و به‌طور صریح‌تری در مه‌آکاشی-هن، کینهٔ شیون نسبت به ساتوکو بخاطر نقشی که در ناپدید شدن برادرش دارد، باعث می‌شود او قولش را فراموش کند و ساتوکو را با خونسردی به قتل برساند. در مه‌آکاشی-هن او خانواده و دوستانش را مسئول ناپدید شدن ساتوشی می‌داند. اما در میناگوروشی-هن با به یاد آوردن قول‌هایی که به ساتوشی داد، او عشق و محافظت شدیدی همچون یک خواهر بزرگتر برای ساتوکو نشان می‌دهد. او به عنوان پیشخدمت در کافهٔ انجل مورت کار می‌کند و دستیار مدیر تیم بیسبال هینامیزاوا فایترز می‌باشد. شیون موهای خود را با روبانی زرد رنگ می‌بندد و یک تپانچه برقی برای موقعیت‌های اضطراری همراه خودش دارد.
هوجو ساتوکو (北条 沙都子 Hōjō Satoko)
صداگذاری شده توسط: میکا کانای
از بهترین دوستان کئیچی، خواهر کوچکتر ساتوشی و برادرزادهٔ تپی. او سبک گفتاری خاصی دارد و تمام جملاتش را با ~وا به پایان می‌رساند و نیز خندهٔ مغرورانه‌اش شناخته شده است. او با وجود سن کمش، موقتاً قدرت چشمگیری دارد و می‌تواند افراد را با تله‌های ماهرانه‌اش فریب دهد؛ مخصوصاً کئیچی. اگرچه ساتوکو در طول داستان شخصیتی نسبتاً پرانرژی و شیطنت‌آمیز دارد، گذشتهٔ او پر از آسیب‌های روحی است. در ماتسوری‌بایاشی-هن دکتر ایریه پی می‌برد که ساتوکو تصادفاً پدر و مادرش را از بالای پرتگاه به سمت رودخانه هل می‌دهد که منجر به مرگ آنها می‌گردد. ساتوکو از همان زمان از سندرم هینامیزاوا رنج می‌برد و اگرچه تاکانو می‌خواست بدن او را برای مطالعهٔ سندرم به‌طور زنده تشریح کند، ایریه برای نجات جانش جنگید. او یکی از معدود شخصیت‌هایی است که از درجهٔ پنجم این سندرم بهبود یافته، ولی باید به‌طور منظم تزریقاتی را دریافت کند. اگرچه او بسیار دلتنگ ساتوشی است و باور دارد اگر قوی بماند او نیز برخواهد گشت؛ به تدریج کئیچی را به چشم "نی-نی" جدیدش (にーにー nii-nii, اصطلاحی زیبا و بامزه برای "برادر بزرگتر") و شیون را نیز به چشم "نه-نه" جدیدش (ねーねー nee-nee, اصطلاحی زیبا و بامزه برای "خواهر بزرگتر") می‌بیند. او از کدوی ژاپنی خوشش نمی‌آید و همچنین نمی‌تواند گل کلم را از کلم بروکلی تشخیص دهد.
هانیو (羽入 Hanyū)
صداگذاری شده توسط: یوئی هوریه
هانیو هویت حقیقی "اویاشیرو-ساماً است. اگرچه موجودیت او با عنوان هانیو به وضوح در میناگورشی-هن نشان داده شده، هویت و ماهیت حقیقی او (برخلاف خرافات شایع پیرامون اویاشیرو-ساما) در سراسر داستان مورد اشاره قرار گرفته است. تا پیش از ماتسوری‌بایاشی-هن بقیه نمی‌توانند او را ببینند یا با او حرف بزنند؛ به جز ریکا چون دوست نزدیکش است. او یک جفت شاخ تیره رنگ بر روی سرش دارد که یکی از آنها کمی ترک خورده است. در رمان‌های صوتی، این شاخ‌ها مورد توجه کئیچی قرار گرفتند و او فکر می‌کرد آنها فقط اسباب بازی‌اند؛ اما هنگامی که حساسیت هانیو را در مورد آنها فهمید از او معذرت خواست و اعضای باشگاه هم به هانیو اطمینان می‌دهند این شاخ‌ها هیچ مشکلی ندارد. ولی در اقتباس انیمه، هیچ‌کس به این شاخ‌ها توجه یا اشاره‌ای نمی‌کند، به جز تاکانو که به خاطر آنها هانیو را "هیولاً خطاب می‌کند. او در تمام زندگی ریکا حضور داشته، اما فقط در ماتسوری‌بایاشی-هن و میوتسوکوشی-هن قدرت تعامل با دیگر افراد را به دست می‌آورد که خود را در نقش یکی از فامیل‌های دور ریکا و با نام "فوروده هانیو" معرفی می‌کند. هانیو همچون بسیاری از شخصیت‌ها هنگام عصبانیت می‌تواند ترسناک باشد و به خاطر ماهیت روح‌مانندی که دارد، ظاهر او نیز می‌تواند همراه با خلق و خویش تغییر کند تا هنگامی که شکل فیزیکی به خود بگیرد. هانیو مسئول تکرار بی‌پایان ژوئن ۱۹۸۳ برای نجات ریکا است. او همچنین مسئول "شنیدن صدای پای اضافی"، "احساس تحت نظر کسی بودن هنگام خواب" یا شنیدن "متأسفم" وقتی که کسی اطراف نیست، می‌باشد؛ همهٔ اینها تجربه‌های شخصیت‌هاست که بدگمانی آنها را تشدید می‌کند. او به دنبال شخصیت‌ها می‌رود و بخاطر اینکه قادر نیست سرنوشتشان را تغییر دهد، عذرخواهی می‌کند. او بسیار فروتن است و معمولاً هنگام ناراحتی یا اضطراب یا گاهی اوقات وقتی که می‌خواهد به نکته‌ای اشاره کند، صدای "آئو آئو" از خود درمی‌آورد. او عادت دارد جملاتش را با نانو دسو (〜なのです nano desu) به پایان برساند. او از الکل و غذاهای تند همچون کیمچی متنفر است و ازین رو وقتی ریکا هانیو را مزاحم بداند، با خوردن این چیزها تنبیهش می‌کند؛ چرا که هنگامی هانیو در شکل فیزیکی خود نیست، احساسات او با ریکا به هم مرتبط است. هانیو اشاره می‌کند که او برای توبهٔ گناهان روستا در زمان‌های دور قربانی شده و ازین رو "موجودی والاتر از انسان‌هاً است؛ در حالی که ریکا و تاکانو او را به عنوان نوعی الهه توصیف می‌کنند. در هیگوراشی وقتی که آنها گریه می‌کنند ری، هانیو به ریکا می‌گوید که او قربانی شد تا برای گناهان روستایی‌ها توبه کند و از فوروده اوکا (古手 桜花 Furude Ōka) (دختر خود هانیو و جد ریکا که بسیار از نظر ظاهری به او شباهت داشت) خواست او را بکشد و روستا را به مکانی بهتر تبدیل کند. در آرک اضافهٔ کنسول، کوتوهوگوشی-هن فاش شد که نام واقعی هانیو، های-ریوئون یئاسومول جدا (ハイ=リューン・イェアソムール・ジェダ Hairyuun Ieasomuuru Jieda) بوده و او با عابد شینتو فوروده ریکو که او را در بچگی از آتش‌سوزی نجات داد، فرزندی به نام اوکا دارند.

### فرعی
هوجو ساتوشی (北条 悟史 Hōjō Satoshi)
صداگذاری شده توسط: یو کوبایاشی
برادر ساتوکو و برادرزادهٔ تپی. او یکسال پیش از نقل و مکان کئیچی به هینامیزاوا ناپدید شد. از او در آرک‌های سؤال به عنوان یک دانش‌آموز "منتقل شده" یاد می‌شود و اعضای باشگاه از توضیح بیشتر دربارهٔ او تا آرک‌های بعدی خودداری می‌کنند. او و ساتوکو به دلیل کوررنگی نمی‌توانند گل کلم و کلم بروکلی را از هم تشخیص دهند. ساتوکو برادرش را نی-نی، شکل بچگانهٔ کلمهٔ ژاپنی آنی (兄 ani, به معنای برادر بزرگتر)، صدا می‌زند. بعداً فاش می‌شود که او بیشتر رنج را از آزار جسمی و روحی عمو و زن‌عمویش، تپی و تامائه دیده است؛ به این خاطر که او برای اینکه ساتوکو آسیبی نبیند، مداخله می‌کرد. این مسئله برای او بسیار طاقت‌فرسا می‌شود که سرانجام منجر می‌گردد عمه‌اش را با چوب بیسبال فلزی بکشد. اندکی پس از قتل، او توسط دکتر ایریه و گروه یامائینو ربوده شده و در زیرزمین مخفی کلینیک ایریه تحت تأثیر داروهای آرامبخش قرار می‌گیرد. یامائینو نیز یک فرد معتاد به مواد مخدر را به عنوان قاتل عمه‌اش جلوه می‌دهند.
اویاشیرو (オヤシロ Oyashiro)
خدای سرپرست هینامیزاوا. معبد مقدس او پر از وسایل شکنجهٔ باستانی است. افسانه‌ها می‌گویند نفرین به صلح میان روستائیان اونی‌گافوچی (نام پیشین هینامیزاوا، به معنای پرتگاه دیوها) و دیوهایی که از مرداب اونی‌گافوچی بیرون آمده بودند، منجر شد. ماهیت وجودی اویاشیرو اغلب مورد بحث توسط شخصیت‌ها قرار می‌گیرد، به طوری که ماهیت یا موجودیتش را زیر سؤال می‌برند. با این حال افرادی که سندرم هینامیزاوا در آنها به درجات زیادی رسیده، معمولاً توهم‌های ناشی از سندرم را به نفرین اویاشیرو نسبت می‌دهند. بعداً مشخص می‌گردد که برخی از این توهم‌ها در حقیقت واقعی بودند و هانیو، هویت حقیقی اویاشیرو در بروز آنها دخیل بوده است.
اوئیشی کورائودو (大石 蔵人 Ooishi Kuraudo)
صداگذاری شده توسط: چافورین
کارآگاه و بازرس کهنه‌کار پلیس که در تلاش برای حل پروندهٔ قتل‌هاست تا انتقام اولین قربانی این جنایات را که دوست عزیز او نیز بوده، بگیرد. به خاطر تدابیر ناجوانمردانه‌اش و تلاش‌هایی که برای حل معما انجام می‌دهد، روستائیان به ویژه خانوادهٔ سونوزاکی او را مایهٔ دردسر و مزاحمت می‌دانند. او معمولاً در چندین آرک داستان به یکی از شخصیت‌های اصلی نزدیک شده و می‌خواهد که خبرچین او در روستا شوند؛ که ازین رو او گاهی اوقات ناخواسته مسئول برانگیختن بدگمانی در آنها می‌گردد. با این حال او نقش پررنگی در کمک به قهرمانان داستان در دو آرک آخر پاسخ، میناگوروشی-هن و ماتسوری‌بایاشی-هن و نیز آرک اضافهٔ میوتسوکوشی-هن اوموته ایفا می‌کند.
تومیتاکه جیرو (富竹 ジロウ Tomitake Jirō)
صداگذاری شده توسط: تورو اوکاوا
یک عکاس فریلنسر که گهگاه سالی سه بار از هینامیزاوا دیدن می‌کند. او و تاکانو میو به خاطر علایق مشترکشان در عکاسی با هم صمیمی‌اند. او با وجود اینکه گهگاهی به روستا می‌آید، اطلاعات زیادی از گذشتهٔ هینامیزاوا، مخصوصاً از قتل‌های سالانه، دارد. اوئیشی و پلیس به هویت واقعی او مشکوکند. در شش آرک اول داستان، او با پاره کردن گردنش بعد از جشنواره خودکشی می‌کند، که منجر به وقوع رخدادهای مختلف بسیاری در داستان می‌گردد. اما در میناگوروشی-هن مشخص می‌شود که تاکانو در واقع مسئول کشته شدن تومیتاکه با تزریق داروی اچ۱۷۳ به او بوده است. اچ۱۷۳ دارویی است که همزمان با و در طی فرایند تهیهٔ واکسن برای درمان سندرم هینامیزاوا تولید شده، با این تفاوت که اثر معکوس داشته و درجهٔ سندرم را در فرد به بالاترین حد ممکن می‌رساند. در میناگوروشی-هن همچنین فاش می‌شود تومیتاکه یک افسر اس‌دی‌اف است که به عنوان حسابرس، همراه با تاکانو و ایریه در کلینیک ایریه بر روی سندرم هینامیزاوا کار می‌کنند. تاکانو او را در آرک‌های قبلی به قتل رساند؛ چون تومیتاکه به محض پی بردن به نقشهٔ واقعی برای تحقیق بر روی این سندرم، مجبور خواهد شد پروژهٔ تحقیقاتی را از روی تعهد اخلاقی به خاطر روستائیان و حتی تاکانو خاتمه دهد.
تاکانو میو (鷹野 三四 Takano Miyo)
صداگذاری شده توسط: میکی ایتو، فویوکا اورا (دوران کودکی)
پرستاری در کلینیک ایریه که علاقهٔ شدیدی به تاریخ و فرهنگ هینامیزاوا دارد، به طوری که تمام تفکرات و گمانه‌زنی‌های خود را در چندین دفتر نوشته است. برخی اوقات داستان‌رسایی‌های او مرموزانه و ترسناک می‌باشد و آنطور که به نظر می‌آید او از ترساندن افراد لذت می‌برد. در شش آرک اول، او به‌طور پیوسته در شب جشنوارهٔ واتاناگاشی ناپدید می‌شود و جسد سوخته‌ای که گمان می‌رود متعلق به اوست، در کوه‌های میان استان‌های گیفو و آیچی پیدا می‌گردد (نتایج کالبدشکافی نیز بیان می‌دارد که جسد مربوطه شب قبل جشنواره مرده است). در میناگوروشی-هن مشخص می‌شود که تاکانو شرور اصلی پشت پردهٔ داستان است که ریکا را با درآوردن و خالی کردن شکمش به قتل می‌رساند و جسد و احشاء رها شده‌اش را رها می‌کند و همان‌طور که در تاتاری‌گوروشی-هن نشان داده شده، کلاغ‌ها بدن او را می‌خورند. در ماتسوری‌بایاشی-هن پیشینهٔ او روایت می‌شود: تاکانو در دوران کودکی‌اش پس از مرگ پدر و مادرش بر اثر حادثه، به یک یتیم‌خانه فرستاده می‌شود. او و دیگر کودکان در آنجا مرتب مورد آزار و اذیت قرار می‌گرفتند؛ تا اینکه یک روز آنها تصمیم گرفتند از آنجا فرار کنند. تاکانو سرانجام توسط دکتر تاکانو هیفومی از یتیم‌خانه نجات داده می‌شود. در اقتباس مانگا، بیشتر به سرنوشت میو و دوستانش پس از فرار پرداخته می‌شود. میو پس از فرار به کیوسک تلفنی می‌رسد و به شماره تلفن هیفومی زنگ می‌زند. او را سرانجام دوباره می‌گیرند و به یتیم‌خانه می‌فرستند. او مجبور می‌شود شاهد دوستانش که تحت شکنجه‌های گوناگون قرار می‌گیرند، باشد. آنها سعی در شکنجه دادن او نیز داشتند؛ اما میو توسط دکتر هیفومی نجات داده می‌شود. نام واقعی او تاناشی میوکو (田無 美代子 Tanashi Miyoko) است؛ اما هنگامی که به سرپرستی دکتر هیفومی قبول شد آن را تغییر داد. دکتر هیفومی آسیب‌شناسی پزشکی سندرم هینامیزاوا را به میو آموخت. قدردانی میو از پدربزرگ‌خوانده‌اش انگیزهٔ او برای کشتن ریکا است؛ چرا که جامعهٔ علمی تحقیقات و کارهای دکتر هیفومی بر روی انگل‌ها را کوچک شمردند. ازین رو میو می‌خواست با اجرای نقشه‌اش در هینامیزاوا به تحقیقات دکتر هیفومی ارزش دهد.
ایریه کیوسوکه (入江 京介 Irie Kyōsuke)
صداگذاری شده توسط: توشیهیکو سکی
پزشک و سرپرست کلینیک ایریه، تنها مرکز درمانی هینامیزاوا. با وجود سن کم و علاقهٔ شدیدش به زنان پیشخدمت، ایریه نزد جامعه بسیار مورد احترام قرار گرفته است. او با گشاده‌رویی به خانه‌ها سر می‌زند و واقعاً به سلامت همگی اهمیت می‌دهد. او (با لحن نیمه‌شوخی) اعتراف کرده که آرزو دارد هنگامی که ساتوکو بزرگتر شد، با او ازدواج کند. او همچنین مدیر تیم بیسبال روستا، هینامیزاوا فایترز، است. ایریه در گذشته به دلیل انجام جراحی‌های لوبوتومی بدون رضایت، از جامعهٔ دانشگاهی پزشکی توکیو اخراج گشت. او توسط تاکانو استخدام شد تا تحقیقات بر روی سندرم هینامیزاوا را هدایت کند. بعداً مشخص می‌شود ایریه برای میو کار می‌کند و در تلاش برای یافتن درمان بر علیه سندرم می‌باشد.
تاکانو هیفومی (高野 一二三 Takano Hifumi)
صداگذاری شده توسط: کازومی تاناکا
پزشک نظامی، محقق و پدربزرگ‌خواندهٔ میوکو و نیز از دوستان سرهنگ کوئیزومی. او اولین فردی است که در میانهٔ جنگ جهانی دوم و درگیری میان ژاپن و چین در سال ۱۹۴۰ به وجود سندرم هینامیزاوا پی برد؛ از این طریق که چندین سرباز اهل هینامیزاوا رفتارهای عجیب و پرخاشگرانه‌ای دارند. او از اس‌دی‌اف درخواست تأمین بودجه برای تحقیقاتش را می‌کند که با مخالفت آنها مواجه می‌گردد. آنها در حقیقت به این سندرم علاقه‌مند بودند؛ اما از آنجا که عامل حادثه پل مارکو پولو ممکن بود این سندرم باشد و در نتیجه می‌توانست مشکلاتی بر روابط خارجی ایجاد کند، آنها درخواست دکتر تاکانو را رد کردند. هیفومی استاد تاناشی تاکه‌میتسو بود که بعداً پس از مرگ او، دخترش میوکو را از یتیم‌خانه نجات داد و تربیتش کرد. میوکو به احترام هیفومی نامش را به میو تغییر می‌دهد. در دوران پساجنگ کوئیزومی قرار ملاقاتی میان هیفومی و جمعی از دانشمندان ترتیب داد تا او بتواند تحقیقاتش را در زمینهٔ سندرم با آنها در میان بگذارد که باز هم با مخالفت صریح و گستاخانهٔ آنها روبرو می‌شود. هیفومی از این پس که سرشکسته شده به تحقیقاتش ادامه می‌دهد تا آنجا که دچار زوال عقل حاد شده و سرانجام با پریدن از سقف بیمارستان خودکشی می‌کند.
مائبارا ایچیرو (前原 伊知郎 Maebara Ichirou)
صداگذاری شده توسط: یاسونوری ماتسوموتو
پدر کئیچی و شوهر آیکو که نقاش معروفی نیز است. او بسیار حمایتگر کئیچی است. در تسومی‌هوروبوشی-هن فاش می‌شود که ایچیرو و آیکو از این بابت که با نادیده گرفتن مشکلات کئیچی باعث شدند او با تفنگ بی‌بی حادثهٔ بدی را رقم بزند احساس می‌کنند و ازین رو تصمیم می‌گیرند با خرید زمین و ساخت خانه‌ای به هینامیزاوا نقل مکان می‌کنند.
مائبارا آیکو (前原 藍子 Maebara Aiko)
صداگذاری شده توسط: نائوکو ماتسوئی
مادر کئیچی و همسر ایچیرو. او زنی خانه‌دار بوده و بسیار پشتیبان پسرش است.
چیه رومیکو (知恵 留美子 Chie Rumiko)
صداگذاری شده توسط: فومیکو اوریکاسا
معلم مدرسهٔ کئیچی و از شخصیت‌های رمان تصویری تسوکیهیمه. او از پلو و خورش کاری بسیار لذت می‌برد و به هر کس که به آن توهین کند، با خشونت واکنش می‌دهد.
آکاساکا مامورو (赤坂 衛 Akasaka Mamoru)
صداگذاری شده توسط: دایسوکه اونو
شخصیت اصلی هیماتسوبوشی-هن و بازرس پلیس در ام‌پی‌دی. هنگامی که او در سال ۱۹۷۸ برای مأموریت به هینامیزاوا فرستاده شد، با ریکا دوست شد. مأموریت او در هینامیزاوا تحقیق دربارهٔ پروندهٔ ربوده شدن کودکی است به نام اینوکای توشیکی، نوهٔ وزیر ساخت‌وساز ژاپن که مسئول سازماندهی پروژهٔ سدسازی هینامیزاوا بود. او از زبان ریکا از پیشگویی راجع به مرگ همسرش در بیمارستان مطلع می‌شود و همین گونه نیز به واقعیت می‌پیوندد؛ هر چند او آن را به عنوان یک اتفاق تصادفی نادیده می‌گیرد. در دنیای ناگفتهٔ دیگر آکاساکا، پشیمان از اینکه نتوانست همسرش و ریکا را از مرگ نجات دهد، هنرهای رزمی فرا می‌گیرد تا ذهنش را آرام کند و امیدوار است زمان به عقب برگردد تا آنها را بتواند نجات دهد. از طریق معجزه، آکاساکا در ماتسوری‌بایاشی-هن به‌طور ناخودآگاه هنرهای رزمی یادمی‌گیرد تا متحدان نظامی تاکانو را از پای درآورد و ریکا را به عنوان قدردانی بابت نجات همسر و دخترش به کمک پیشگویی او، یاری رساند.
کوماگای کاتسویا (熊谷 勝也 Kumagai Katsuya)
صداگذاری شده توسط: تاکوئو کاوامورا
کارآگاهی در ایستگاه پلیس اوکینومیا و از زیردستان اوئیشی. او نسبت به اوئیشی شخصیت بسیار آرامتری دارد گرچه بعضی مواقع او در کارش مشتاق است. او در همهٔ آرک‌های اصلی داستان حضور دارد؛ گرچه میزان آن متفاوت است. بر فرض او مثال او در اواخر اونی‌کاکوشی-هن حضور کوتاهی دارد؛ اما در عین حال نقش پررنگتری در سه آرک آخر یعنی تسومی‌هوروبوشی-هن، میناگوروشی-هن و ماتسوری‌بایاشی-هن ایفا می‌کند. او از جمله کسانی می‌باشد که در «عملیات ۴۸ ساعت» به شخصیت‌های اصلی داستان کمک می‌کند.
کاسای تاتسویوشی (葛西 辰由 Kasai Tatsuyoshi)
صداگذاری شده توسط: فومیهیکو تاچیکی
مأمور مخفی خانوادهٔ سونوزاکی و مراقب شیون. او در گذشته که بادیگارد سونوزاکی آکانه بود، فعالیت بیشتری داشت. او به آکانه علاقه داشت، حتی با وجود اینکه شوهرش رئیس او بود؛ اما پس از اینکه در یک نبرد یاکوزا به شدت زخمی شد، زندگی آرامتری را در پیش گرفت. در ماتسوری‌بایاشی-هن او قدرت و تجربهٔ رزمی فوق‌العاده‌ای را هنگام حمله به کلینیک ایریه از خود نشان داده و گروه یامائینو را مطیع خود می‌کند.
هوجو تپی (北条 鉄平 Hōjō Teppei)
صداگذاری شده توسط: کاتسوهیسا هوکی
عموی بدرفتار و خشونت‌آمیز ساتوشی و ساتوکو، شوهر تامائه و دوست‌پسر ریتسوکو که در اوکینومیا زندگی می‌کند. او و تامائه مجبور به مراقبت از ساتوشی و ساتوکو پس از مرگ پدر و مادرشان شدند. این زوج به خاطر مشکلات مالی‌شان چندین بار با هم مشاجره داشتند و می‌خواستند به پول هنگفتی که والدین بچه‌ها در خانه پنهان کرده بودند دست پیدا کنند؛ از سوی دیگر خشم خود را بر سر بچه‌ها تخلیه می‌کردند. چندی بعد تپی خانه و هینامیزاوا را ترک کرده و با معشوقه‌اش رینا (همان ریتسوکو) زندگی می‌کند؛ در حالی که تامائه را با بچه‌ها تنها می‌گذارد. سال بعد، بسته به زندگی رینا، اگر او توسط یاکوزاهایی که تلویحاً از خانوادهٔ سونوزاکی‌اند کشته شود (همان‌طور که در تاتاری‌گوروشی-هن و میناگوروشی-هن نشان داده شده)، تپی برای پنهان شدن از آنها به هینامیزاوا بر می‌گردد و ساتوکو را مجبور به خدمتکاری برای او می‌کند و اگر به حرفش گوش ندهد، اذیتش خواهد کرد. او دو بار توسط کئیچی در تاتاری‌گوروشی-هن و تسوکی‌اوتوشی-هن و نیز یکبار توسط رنا در تسومی‌هوروبوشی-هن کشته می‌شود. در میناگوروشی-هن کئیچی به همراه ساکنان هینامیزاوا و اوکینومیا با هم متحد می‌گردند ساتوکو را از دست تپی نجات دهند که سرانجام او توسط پلیس دستگیر می‌شود.
هوجو تامائه (北条 玉枝 Hōjō Tamae)
صداگذاری شده توسط: کوجیرا
زن‌عموی شرور ساتوکو و ساتوشی و همسر تپی. او به عنوان یکی از اعضای خانوادهٔ هوجو که مورد تمسخر ساکنان هینامیزاوا قرار گرفته‌اند، بدگمان است و علاوه بر این وقتی که او پی برد شوهرش یک معشوقه نیز دارد، باعث شد با هم مشاجره‌های وحشیانه‌ای داشته باشند و خشم خود را بر سر بچه‌ها نیز خالی کنند که بدبختی و استرس طاقت‌فرسایی برای آنها به همراه داشته است. جسد او طی جشنوارهٔ واتاناگاشی در سال ۱۹۸۲ در حالی که تا حد مرگ به صورتش ضربات محکم وارد شده بود، پیدا شد. در اونی‌کاکوشی-هن و واتاناگاشی-هن، طبق گزارش‌های پلیس گفته شد او توسط یک فرد معتاد به مواد مخدر کشته شده که در واقع بیانیهٔ نادرستی است که توسط یامائینو و به درخواست دکتر ایریه ترتیب داده شده است. در تاتاری‌گوروشی-هن اشاره شده که ساتوشی برنامهٔ قتل تامائه را ریخت و او را کشت تا از خواهرش محافظت کند؛ که در مه‌آکاشی-هن درستی این موضوع تأیید می‌گردد.
سونوزاکی اوریو (園崎 お魎 Sonozaki Oryō)
صداگذاری شده توسط: شیزوکا اوکوهیرا
مادربزرگ مادری میون و شیون، مادر آکانه و سرپرست کنونی خاندان سونوزاکی. اوریو پیرزنی بسیار خشن به نظر می‌رسد و قدرتمندترین فرد در هینامیزاوا محسوب می‌شود. در حالی که او از آنجا که میون سرپرست بعدی خاندان است با او به نرمی رفتار می‌کند، با شیون برعکس است؛ به طوری که شیون او را «اونی‌بابا» (به معنای مادربزرگ اهریمن) خطاب می‌کند. او دوقلوهای میون و شیون را وقتی که کوچک بودند از هم جدا کرد تا گرفتار نفرین وارثان دوقلو نشوند؛ چون این نفرین در واقع به معنای بدبختی خود خانواده بود. همچنین رسم بر این است که برای از بین بردن نفرین یکی از دوقلوها پس از تولد کشته شود و اوریو طاقت انجام آن را نداشت. شیون گمان دارد اوریو مغز متفکر پشت ناپدید شدن ساتوشی است و تصادفاً هنگام تلاش برای بازجویی او را در واتاناگاشی-هن و مه‌آکاشی-هن به قتل می‌رساند. اگرچه او تا حدی ظالم به نظر می‌آید، ولی برخی اوقات روی نرمتر خود را نشان می‌دهد؛ همچون موافقت برای نجات ساتوکو هنگامی که کئیچی در برابر او ایستاد، ازین رو او فقط برای حفظ ظاهر خشن است. او پس از آن به کئیچی احترام می‌گذارد و بعداً او را به عنوان جوانمردی جالب توصیف می‌کند.
کیمیوشی کیئیچیرو (公由 喜一郎 Kimiyoshi Kiichirō)
صداگذاری شده توسط: ماسائاکی تسوکادا
سرپرست یکی از سه خانوادهٔ هینامیزاوا و دهدار روستا. او پیرمردی مهربان به نظر می‌رسد، اما نفرت شدیدی نسبت به مخالفان با روستایی‌ها دارد که شامل بقیه اعضای خانوادهٔ هوجو می‌شود حتی ساتوشی و ساتوکو؛ ازین رو او در واتاناگاشی-هن و مه‌آکاشی-هن توسط شیون کشته می‌شود.
مامیا رینا (間宮 リナ Mamiya Rina)
صداگذاری شده توسط: میسا واتانابه (انیمه)، کیوکو هیکامی (بازی‌های ویدئویی)
دوست دختر تپی و پدر رنا. نام واقعی او «ریتسوکو» است. اولین حضور او در تاتاری‌گوروشی-هن بوده که جسد مثله شده‌اش در زهکش سیلاب پیدا شد. او در تسومی‌هوروبوشی-هن دوباره حضور دارد که رنا او را می‌کشد تا از پدرش محافظت کند؛ چرا که او پی برد ریتسوکو و تپی با همکاری همدیگر قصد دارند با توسل به روش‌های خشن از پدرش اخاذی کنند. در میناگوروشی-هن اعضای یاکوزا او را هنگام خروج از اوکینومیا همراه با مقدار زیادی پول می‌گیرند و او را به قتل می‌رسانند. ریتسوکو در میوتسوکوشی-هن اوموته نیز پس از به هم خوردن نقشه‌هایش برای اخاذی پول تصمیم می‌گیرد مخفیانه وارد کلینیک ایریه شود و از آنجا سرقت کند، که به دست تاکانو کشته می‌شود.
سونوزاکی آکانه (園崎 茜 Sonozaki Akane)
صداگذاری شده توسط: کیکوکو اینوئه
مادر میون و شیون، دختر اوریو و رهبر خاندان سونوزاکی. او به همراه اوریو در جلسات شورا شرکت کرده و مطیع دستورات اوست، با وجود اینکه او به خاطر ازدواج با مردی بیگانه ارث خانوادگی‌اش را از دست داد.
اوکونوگی تتسورو (小此木 鉄郎 Okonogi Tetsurō)
صداگذاری شده توسط: جوروتا کوسوگی (انیمه)، کن ناریتا (بازی‌های ویدئویی)
رهبر گروه مزدوران یامائینو (سگ‌های کوهستان) که برای تاکانو کار می‌کنند. آنها برنامه دارند هینامیزاوا را نابود کنند، اما سرانجام به تاکانو خیانت می‌کنند.
کوئیزومی (小泉 Koizumi)
صداگذاری شده توسط: یوکو شیویا
عضو قدیمی ارتش ژاپن، دوست تاکانو هیفومی و نوه‌اش تاکانو میو. او فردی بود که بودجهٔ لازم برای تحقیق در مورد سندرم هینامیزاوا را به تاکانو میو داد. کوئیزومی مردی مهربان و بااحترام است. او آرزو دارد ژاپن را با تکیه بر توسعهٔ سلاح تبدیل به یک قدرت جهانی کند و ازین رو او سازمان مخفی و ملی‌گرای «توکیو» را تأسیس نمود و آزادانه بودجهٔ لازم برای تحقیق سندرم را در اختیار میو گذاشت. کوئیزومی در دوران جنگ جهانی دوم برای ارتش ژاپن جنگید و دارندهٔ مقام سرهنگ بود. او در جریان جنگ با هیفومی دوست شد به این خاطر که هم‌شهری بودند. پس از کشف سندرم هینامیزاوا، کوئیزومی هیفومی را حتی با وجود مخالفت‌ها حمایت کرد. او در دوران پساجنگ ژاپن، با داشتن نفوذ سیاسی‌اش نقش کلیدی در توسعهٔ صنایع مربوط به پزشکی و درمان ایفا کرد؛ اگرچه او و چندی دیگر از سیاستمداران کشور از وضع ژاپن ناراضی بودند و بدین ترتیب سازمان مخفی «توکیو» را تأسیس کردند. مدتی پس از مرگ تاکانو هیفومی، میو تصمیم گرفت تحقیقات او را ادامه دهد. کوئیزومی نیز در این راه او را از نظر مالی حمایت کرد، تا حدی که در هینامیزاوا کلینیک ایریه تحت «پروژهٔ الفبا» ی توکیو (همچنین با عنوان پروژهٔ ای‌بی‌سی؛ پروژه‌ای جهت توسعهٔ سلاح‌های اتمی، بیولوژیکی و شیمیایی) تأسیس گردید. او در سال ۱۹۸۳ به دلیل حملهٔ قلبی فوت می‌کند.
نومورا (野村 Nomura)
صداگذاری شده توسط: ریه تاناکا
زنی اسرارآمیز که نمایندهٔ «توکیو» است؛ سازمانی که نقشهٔ قتل و کشتار هینامیزاوا را کشیده است. اعضای سازمان «توکیو» شامل چهره‌های بسیار قدرتمند سیاسی و حکومتی می‌باشند.
فردریکا برنکاستل (フレデリカ・ベルンカステル Frederica Bernkastel)
صداگذاری شده توسط: یوکاری تامورا
موجودی همه‌جا حاضر که در جهان پدیدار می‌شود. او شاعر شعر مربوط به تقلای ریکا برای فرار از سرنوشت ژوئن ۱۹۸۳ است که در مورد هر آرک نکاتی را در خود دارد. این شعر همان نوشته‌هایی است که در ابتدای هر آرک در رمان تصویری نشان داده می‌شود. او از بازی کردن با زمان و رویدادها خوشش می‌آید، همچنانکه در تکهٔ ۵۲ پازل و پایان فصل دوم انیمه نشان داده شده است؛ او به یک دنیای جایگزین می‌رود و جلوی مرگ پدر و مادر میوکو را می‌گیرد. اگرچه او ادعا می‌کند ریکا نیست، اشاره شده که او ذهنیت جمعی هزار تناسخ ریکا می‌باشد. تلفظ «فردریکا» تقریباً یادآور نام ریکا به ترتیب ژاپنی است (فوروده ریکا) و برنکاستل به خاطر شرابش معروف است.
آکاساکا یوکیه (赤坂 雪絵 Akasaka Yukie)
صداگذاری شده توسط: ریسا میزونو
همسر مامورو که در هیماتسوبوشی-هن حاضر است. در این آرک، او به دلیل حاملگی در بیمارستان بستری است، در حالیکه مامورو در هینامیزاوا مشغول به کار می‌باشد. یوکیه عادت داشت به پشت بام بیمارستان برود تا برای سلامتی همسرش دعا کند؛ تا اینکه در یک روز او هنگام برگشتن از پشت بام به دلیل لق بودن کاشی پله، می‌افتد و در نهایت می‌میرد؛ در حالیکه خوشبختانه میوکی، بچهٔ آنها، زنده می‌ماند. در میناگوروشی-هن، ماتسوری‌بایاشی-هن و میوتسوکوشی-هن اما مشخص گشته مامورو با جدی گرفتن هشدار ریکا فوراً به توکیو برمی‌گردد و در نتیجه جلوی مرگ یوکیه را می‌گیرد.
آکاساکا میوکی (赤坂 美雪 Akasaka Miyuki)
صداگذاری شده توسط: میوکی ساواشیرو
دختر آکاساکا مامورو و یوکیه. در نسخهٔ اولیهٔ رمان تصویری به ویژه در هیماتسوبوشی-هن به او اشاراتی شده؛ اما اولین حضور او در نسخهٔ کیزونا هیماتسوبوشی-هن می‌باشد. در میوتسوکوشی-هن اورا دلیل اینکه مینای توموئه به سوریماچی تاکاشی اعتماد می‌کند، این است که او عکسی از میوکی و پسر سوریماچی را می‌بیند.
کامه‌دا یوکیکازو (亀田 幸一 Kameda Yukikazu)
صداگذاری شده توسط: کازوناری تاناکا
یک بازیکن بیسبال بسیار بااستعداد که اولین اشاره‌ای که به او شد در اونی‌کاکوشی-هن بود و اولین حضورش نیز در تاتاری‌گوروشی-هن بوده است. کئیچی که پرده از جنبهٔ منحرفانهٔ او، یعنی مقایسهٔ دختران با دسرهای زیبا برداشت، به او توصیه کرد با این جنبه‌اش روبرو شود. پس از آن کئیچی تبدیل به الگو و دوست او می‌گردد. کامه‌دا قبلاً در تیم بیسبال اوکینومیا تایتانز بود، اما بعداً او یک بازیکن کوشین برای دبیرستان اوشیما شد. در میناگوروشی-هن او با همکاری رفقایش از انجل مورت کمک کرد ساتوکو از عمویش، تپی، نجات یابد.
اوکامورا سوگورو (岡村 傑 Okamura Suguru)
صداگذاری شده توسط: فوجیکو تاکیموتو
از دانش‌آموزان کوچکتر در مدرسهٔ هینامیزاوا و دوست صمیمی تومیتا. او هم‌پایهٔ ساتوکو و ریکا است. شکل و ظاهر او در رمان تصویری و اقتباسات هیگوراشی متفاوت است. گاهی اوقات او چاق است و گاهی اوقات اینگونه نیست. در واتاناگاشی-هن مشخص شد که او به ریکا علاقه دارد. او و تومیتا برای تیم هینامیزاوا فایترز بیسبال بازی می‌کنند.
تومیتا دایکی (富田 大樹 Tomita Daiki)
صداگذاری شده توسط: مگومی ماتسوموتو
دوست صمیمی اوکامورا. او هم‌پایهٔ ساتوکو و ریکا در مدرسه است. ظاهر او در رمان و اقتباسات هیگوراشی متفاوت است، ولی در کل لاغر و عینکی است. در واتاناگاشی-هن مشخص شد که او به ساتوکو علاقه دارد. او و اوکامورا برای تیم هینامیزاوا فایترز بیسبال بازی می‌کنند.
تاناشی میوکو (田無 美代子 Tanashi Miyoko)
صداگذاری شده توسط: فویوکا اورا
کودکی که پدر و مادرش را طی تصادفی از دست می‌دهد و در نتیجه به یتیم‌خانه فرستاده می‌شود. او سپس توسط دکتر تاکانو هیفومی از یتیم‌خانه نجات داده می‌شود و به سبب احترامی که به او نام خود را به تاکانو میو تغییر می‌دهد. او آنتاگونیست اصلی مجموعهٔ هیگوراشی است. او ازین رو که تحقیقات پدربزرگش دربارهٔ سندرم هینامیزاوا نادیده گرفته شده، تلاش می‌کند با تلاشش درستی آن را به جهان اثبات کند تا پدربزرگش همچون خدا مورد احترام قرار گیرد.
اریکو (エリコ eriko)
صداگذاری شده توسط: فومیه میزوساوا
از هم‌اتاقی‌ها و نزدیکترین دوست میوکو در یتیم‌خانه. مشخص نشده او به چه دلیلی به یتیم‌خانه فرستاده شده، اگرچه می‌توان فرض کرد که او همچون بقیه والدینش را بر اثر جنگ یا حادثه‌ای دیگر از دست داده است. در یک روز او با میوکو و چند نفر دیگر قرار می‌گذارد از یتیم‌خانه فرار کنند و به یتیم‌خانهٔ بهتری به نام خانهٔ عشق بروند. آنها تلاش کردند فرار کنند و با وجود اینکه میوکو توانست بیشتر از بقیه فرار کند، همهٔ آنها توسط کارکنان یتیم‌خانه گرفته و و به خاطر اینکارشان مجازات شدند. اریکو به مرغدانی فرستاده شد و در آنجا مرغ‌ها او را تا حد مرگ نوک زدند، به طوری که چشمان او را از حدقه درآوردند؛ که به شدت بر وحشت میوکو افزود. سرنوشت اریکو در انیمه مشخص نشده است.
اینوکای توشیکی (犬飼 寿樹 Inukai Toshiki)
صداگذاری شده توسط: آکیو کانادا
یک پسر دبستانی و نوهٔ وزیر ساخت‌وساز ژاپن. در قسمت ۱۵ فصل اول انیمه، او توسط افراد ناشناسی که ظاهراً برای خانوادهٔ سونوزاکی کار می‌کردند ربوده شد، تا تلاشی باشد برای توقف پروژهٔ ساخت سد هینامیزاوا. اینکار سرانجام منجر به توقف پروژه می‌گردد و توشیکی به سلامت به خانه برمی‌گردد.
کایئه‌دا (海江田 Kaieda)
صداگذاری شده توسط: یوسوکه آکیموتو
مدیر مدرسهٔ هینامیزاوا. او در جریان نجات ساتوکو از عمویش در میناگوروشی-هن کمک می‌کند. در صحنه‌ای از اونی‌کاکوشی-هن مشخص می‌شود که او از سر کچل خود شرمسار است. او به دور جهان سفر کرده تا استاد هنرهای رزمی شود. او پس از اینکه دید سیستم آموزشی ژاپن پساجنگ بسیار فاسد است، معلم نیز شد. دانش‌آموزان مدرسهٔ هینامیزاوا باور دارند او دلیل این است که هیچ بزهکاری در مدرسه نیست.

#### شخصیت‌های فرعی‌تر
ماکینو تاکه‌زو (牧野 竹蔵 Makino Takezou)
صداگذاری شده توسط: شوتو کاشیئی
از روستائیان هینامیزاوا و حسابرس اتحادیهٔ دفاع اونی‌گافوچی. او همان فردی است که در سال ۱۹۷۸ آکاساکا مامورو را به دور روستا می‌گرداند.
اویاسان (おやっさん Oyassan)
بهترین دوست و راهنمای اوئیشی. او مسئول بررسی ساخت‌وساز سد هینامیزاوا بود. او اولین قربانی نفرین اویاشیرو-ساما است که به دست کارگران زیردستش کشته و تکه‌تکه می‌شود. اوئیشی مصمم می‌گردد قاتلان اصلی او را بگیرد، پرده از علت مرگ او بردارد و انتقام او را بگیرد.
جی-ساما از پزشکی قانونی (鑑識のじいさま Kanshiki no Jii-sama)
صداگذاری شده توسط: ایجی مارویاما
از اعضای ادارهٔ پلیس اوکینومیا و همکار، محرم اسرار و همبازی اوئیشی در ماژونگ.
اوتاکا (大高 Ootaka)
صداگذاری شده توسط: کوجی ایشی
بازرس ارشد ستاد پلیس استانی. او میانهٔ خوبی با اوئیشی ندارد. اوتاکا در ماتسوری‌بایاشی-هن و نسخهٔ رمان تصویری تسومی‌هوروبوشی-هن حضور دارد.
گزارشگر (The Reporter)
در پایان تاتاری‌گوروشی-هن، گزارشگری با کئیچی در مورد فاجعهٔ عظیم هینامیزاوا مصاحبه می‌کند. کئیچی او را نفرین به غرق شدن در دریا و مردن می‌کند. بیست سال بعد او واقعاً طی ماهیگیری به دریا می‌افتد و می‌میرد. مشخص می‌شود که این گزارشگر آراکاوا ریوئیچی است.
سونوزاکی سابورو (園崎 三郎 Sonozaki Saburou)
صداگذاری شده توسط: یوکیو یودا
از دایی‌های میون و شیون. او عضو پارلمان استانی است. در میناگوروشی-هن او همراه با سونوزاکی کن به اعتراضات علیه ادارهٔ خدمات رفاه کودکان اوکینومیا می‌پیوندد تا ساتوکو نجات داده شود. در ماتسوری‌بایاشی-هن او همراه با سونوزاکی آکانه جلوی اوتاکا را که در حقیقت پلیس فاسدی است می‌گیرند تا به مرگ صوری ریکا پی نبرد.
سونوزاکی کن (園崎 健 Sonozaki Ken)
صداگذاری شده توسط: تتسورو میاتا
از دایی‌های میون و شیون. او عضوی از شورای شهری است که در میناگوروشی-هن برای نجات ساتوکو از عمویش به کئیچی کمک می‌کند.
سونوزاکی یوشیرو (園崎 善郎 Sonozaki Yoshirou)
صداگذاری شده توسط: ایجی میاشیتا
از دایی‌های میون و شیون. او صاحب مغازهٔ اسباب‌بازی‌فروشی داوینچی است که اعضای باشگاه در واتاناگاشی-هن و میناگوروشی-هن در آن طی یک رویداد سرگرمی بازی می‌کنند.
سونوزاکی یوشیرو (園崎 義郎 Sonozaki Yoshiroh)
صداگذاری شده توسط: نوبویوکی کوبوشی
از دایی‌های میون و شیون. او صاحب کافه رستوران انجل مورت است که به شیون کمک می‌کند با کار کردن در آنجا خود را از اوریو مخفی نگه‌دارد.
چکاوک ۱۳ (雲雀 13 Hibari Juusan)
صداگذاری شده توسط: کوجی یوسا
از اعضای گروه یامائینو. او شباهت ظاهری زیادی به جوزا آماکوسا از شخصیت‌های اومینکو وقتی که آن‌ها گریه می‌کنند دارد.

## کیزونا
این فهرست شامل شخصیت‌های جدیدی است که برای اولین بار در هیگوراشی وقتی‌که آنها گریه می‌کنند کیزونا معرفی شده‌اند.

### سومه‌اوتسوشی-هن و کاگه‌بوشی-هن
این دو آرک، اقتباس رمان تصویری از مانگای اختصاصی اونی‌ساراشی-هن و بخشی از ادونسد استوری (Advanced Story) می‌باشند.
کیمیوشی ناتسومی (公由 夏美 Kimiyoshi Natsumi)
صداگذاری شده توسط: کائوری میزوهاشی
یکی از قهرمانان اصلی داستان در مانگای اختصاصی اونی‌ساراشی-هن و اقتباس رمان تصویری آن یعنی سومه‌اوتسوشی-هن و کاگه‌بوشی-هن. او اهل اوکینومیا است و قبلاً در همانجا زندگی می‌کرد ولی بعداً به دلیل شغل پدرش همراه با خانواده از جمله مادربزرگش، آکی، به شهر بزرگتر کاکیئوچی در استان آیچی نقل مکان کرد. همچنان که از نام خانوادگی ناتسومی پیداست، او با خانوادۀ کیمیوشی، یکی از سه خانوادۀ اصلی هینامیزاوا، ارتباط فامیلی دوری دارد. او به این خاطر در مدرسه‌اش در اوکینومیا تا حدی معروف بود و ازین رو مورد قلدری و آزار و اذیت بقیه قرار می‌گرفت. در یک روز دختری می‌خواست موهای او را با قیچی ببرد که ناتسومی او را هل داد و در نهایت منجر شد آن دختر با آن قیچی آسیب ببیند. به خاطر این حادثه، ناتسومی از مدرسه بیزار گشت و بیشتر در خودش فرو رفت تا حدی که به کم‌خونی دچار شد و مجبور بود  دارو مصرف کند. پس از اینکه ناتسومی رو به بهبودی یافت، خانوادگی به کاکیئوچی نقل مکان کردند. او در مدرسه‌اش با افرادی همچون سائکی چیساتو و ماکیمورا تاماکو دوست می‌شود. او در مدرسه عاشق تودو آکیرا می‌شود و بعداً مشخص می‌گردد آکیرا نیز از او خوشش می‌آید و عشقش را به ناتسومی اعتراف می‌کند. ناتسومی در بیمارستان عمومی سائکی که پدر دوستش چیساتو رئیس آن است،  به پیشنهاد خود چیساتو به عنوان دستیار پرستار به طور پاره‌وقت شروع به کار می‌کند گرچه آن را از والدینش مخفی نگه می‌دارد. در یکی از روزها که مشغول به کار در بیمارستان بود، با بیماری آشنا می‌شود و پی می‌برد او اهل هینامیزاوا است. نام آن فرد هاتاکه‌یاما کازوما می‌باشد. ناتسومی در زندگی‌اش معمولاً باورها و فرهنگ مربوط به هینامیزاوا را نادیده می‌گیرد، همچنان که به هشدارهای مادربزرگ بیش‌ازحد خرافاتی‌اش بی‌اعتنایی می‌کند. پس از وقوع فاجعۀ عظیم هینامیزاوا، بزرگترین ترس ناتسومی این می‌شود که بقیه بویژه دوستانش پی ببرند که او اهل اوکینومیا می‌باشد و ازین رو او این موضوع را انکار می‌کند. در سومه‌اوتسوشی-هن کارآگاه مینای توموئه برای بازجویی از هاتاکه‎‌یاما به بیمارستان می‌آید. ناتسومی که شاهد این است که هاتاکه‌یاما چقدر تحت فشار سؤالات توموئه است، میان آن دو می‌ایستد و از هاتاکه‌یاما محافظت می‌کند. توموئه سپس از ناتسومی می‌پرسد که آیا او نیز اهل هینامیزاوا است که با انکار ناتسومی مواجه می‌گردد. این کار باعث می‌شود هاتاکه‌یاما از جواب او شوکه شود. چند روز بعد پرستار یاماسه که ناتسومی زیردست او کار می‌کرد توسط هاتاکه‌یاما کشته شد. هاتاکه‌یاما خود سپس با ضربۀ چاقو به گردن خودکشی کرد. این سانحه تأثیر بسیار منفی بر روان ناتسومی می‌گذارد. یک روز که ناتسومی از مدرسه به خانه برگشت، به طرز عجیبی دید که مادرش هاروکو در حال ضربه زدن به آکی با چاقو است. هاروکو، ناتسومی و شوهرش توجی را مجبور می‌کند به او در تکه تکه کردن جسد آکی کمک کرده و سپس آن را مخفی کنند. اگرچه بعداً جسد در ارتفاعات گیفو توسط پلیس پیدا می‌شود. توجی اعتراف می‌کند که جسد را به گونه‌ای مخفی کرد تا راحت پیدا شود و سپس می‌گوید خود را تسلیم پلیس می‌کند. اما میان او و هاروکو کشمکشی رخ می‌دهد و سرانجام منجر به کشته شدن توجی توسط هاروکو می‌شود. هاروکو تلاش می‌کند ناتسومی را هم بکشد که به کشته شدن خودش منجر می‌گردد. در کاگه‌بوشی-هن که آرک پاسخی برای سومه‌اوتسوشی-هن می‌باشد، مشخص می‌شود قاتل آکی و توجی، هاروکو نبوده بلکه ناتسومی همۀ آنها را کشته و آنچه در آرک قبلی نشان داده شده در نتیجۀ آسیب‌های روانی و تجزیۀ شخصیت ناتسومی بوده است. ناتسومی توسط پلیس دستگیر و برای درمان به بیمارستان منتقل می‌شود که در آنجا هاتاکه‌یاما آئوئی را می‌بیند. آئوئی به ناتسومی می‌گوید ناتسومی همچون او کل اعضای خانواده‌اش را کشته است که باعث برگشتن خاطرات قتل به ناتسومی می‌شود. ناتسومی سپس به یاد می‌آورد که انتقامش را از چیساتو نگرفته، برای اینکه چیساتو تلاش کرده او را از آکیرا دور کند. او چاقو به دست به پشت بام بیمارستان می‌رود و چیساتو را در آنجا می‌یابد. پس از کشمکشی میان آن دو چیساتو ناتسومی را متقاعد می‌کند از اینکارش دست بردارد. ناتسومی سرانجام خود را تسلیم پلیس می‌کند. در پایان کاگه‌بوشی-هن صحنۀ عروسی آکیرا و ناتسومی نشان داده می‌شود.
سائکی چیساتو (佐伯千紗登 Saeki Chisato)
صداگذاری شده توسط: اری کیتامورا، سوئی رینا ساتو
دختری بشاش و مهربان و همکلاسی ناتسومی و تاماکو. در اونی‌ساراشی-هن و سومه‌اوتسوشی-هن او ناتسومی را پس از اینکه به مدرسۀ جدیدش منتقل می‌شود، به آکیرا معرفی می‌کند. در سومه‌اوتسوشی-هن چیساتو که می‌بیند آکیرا ناتسومی را بر او ترجیح داده، احساس ویرانی می‌کند اما سپس به رابطۀ آنها احترام می‌گذارد. با وجود اینکه او به راحتی ناتسومی اهمیت می‌دهد، معمولاً عادت بدی که دارد این است که اظهارات بی‌ملاحظه‌ای دربارۀ محل زندگی ناتسومی می‌کند و مزایا و برتری شهر خودش را با شهر کوچک او مقایسه می‌کند؛ که منجر می‌شود ناتسومی به سرعت ناراحت گردد و ازین رو تاماکو مجبور است در این مواقع به چیساتو تذکر دهد. در کاگه‌بوشی-هن مشخص می‌گردد دلیل علاقۀ شدید چیساتو به ناتسومی این است که ناتسومی او را یاد خواهر فوت‌شده‌اش، کائوری می‌اندازد. کائوری از بیماری‌ای مرد که برای درمان آن به پیوند مغز استخوان نیاز بود. چیساتو اهداکنندۀ بالقوه‌ای بود و او در این مورد با پدرش که رئیس بیمارستان عمومی سائکی است گفتگو کرد. تأمل او در این تصمیم منجر شد خواهرش فوت کند و او مجبور شد مرگ کائوری را به چشم ببیند.
ماکیمورا تاماکو (牧村 珠子 Makimura Tamako)
صداگذاری شده توسط: فوکوئی یوکاری
همکلاسی ناتسومی و چیساتو. او بر خلاف چیساتو دختری آرام، ساکت، حساس و در عین حال اهل معاشرت است. او و چیساتو از دوستان قدیمی تودو آکیرا بودند. او بعداً با ناتسومی دوست می‌شود. همچون دیگران در مدرسه، او افراد اهل هینامیزاوا را "عجیب و غریب" خطاب می‌کند که باعث استرس بیشتر بر ناتسومی شده و در نتیجه او قربانی سندرم هینامیزاوا می‌گردد. اما ناتسومی بی‌خبر از همه چیز، اگر دربارۀ اصل و نسبش به دوستان خود می‌گفت، آنها او را می‌بخشیدند چون آنها با هم دوست صمیمی هستند. پس از بستری شدن ناتسومی در بیمارستان در پی مرگ پدر و مادرش، تاماکو و چیساتو به طور مرتب به او سر می‌زنند تا کمک کنند مرگ خانواده‌اش را فراموش کند.
یاماشینا مامورو (山科 守 Yamashina Mamoru)
دوست چیساتو که پدرش رانندۀ شخصی خانوادۀ سائکی است.
مینای توموئه (南井 巴 Minai Tomoe)
صداگذاری شده توسط: نانا اینوئه
از قهرمانان اصلی سومه‌اوتسوشی-هن، کاگه‌بوشی-هن، توکی‌هوگوشی-هن و میوتسوکوشی-هن اورا. کارآگاه و بازرس ارشد در اداره پلیس کلانشهر کاکیئوچی. او شغلش را جدی گرفته و هنگام بازجویی شخصیت سردی از خود نشان می‌دهد. او گاهی خونسردی خود را سر مسائلی همچون رابطۀ میان خواهرش مادوکا و رئیسش یامائوکی از دست می‌دهد. او دختر مینای یوسوکه، یک افسر پلیس در ام‌پی‌دی، می‌باشد. در سال ۱۹۷۱ بروز آتش‌سوزی در خانۀ خانوادۀ مینای باعث مرگ یوسوکه و نوبومی، پدر و مادر توموئه می‌گردد. این حادثه زندگی دو خواهر را به کلی تغییر می‌دهد و آنها مجبور می‌شوند برای ادامۀ زندگی به خانۀ مادربزرگشان در ایباراکی بروند. مادوکا پس از حادثه دچار تروما شده و در بیمارستان بستری می‌گردد؛ ازین رو توموئه برای حمایت از او مجبور می‌شود از زندگی ورزشی و مدرسه‌ای خود بزند. او همراه با مدرسه در شغل‌های پاره‌وقت زیادی کار کرد تا خرج خانواده‌اش را در بیاورد. توموئه با وجود دشواری‌های بسیار توانست در دانشگاه قبول شود. یک روز مادوکا از خانه فرار کرد و یادداشتی گذاشت که در آن احساس شرم و تأسف خود را برای اینکه سربار خواهرش بود بیان داشت و خود را بخاطرش سرزنش کرد. اندکی بعد اوئیشی به خانۀ توموئه می‌رود و می‌گوید که فکر می‌کند حادثۀ آتش‌سوزی خانه‌اش برنامه‌ای برای قتل پدرش بوده است. توموئه بزودی به یامائوکی معرفی می‌شود، تحصیلات دانشگاهی خود را به پایان می‌رساند و به نیروی پلیس می‌پیوندد.  توموئه خواهرش را در توکیو به طور اتفاقی می‌بیند و پی می‌برد او در کاباره مشغول به کار است و ازین رو از نحوۀ زندگی او بسیار خشمگین می‌شود. او به عنوان کارآگاه به درجه‌ای از مهارت می‌رسد که با وجود سن کمش به مقام بازرس ارشد می‌رسد. سختکوشی او باعث شده توموئه نزد برخی معروف به "پرنسس" شده و نیز تنفر بعضی‌ها را به خود جلب می‌کند.
توموئه در سومه‌اوتسوشی-هن و کاگه‌بوشی-هن دربارۀ خانواده‌های اهل هینامیزاوا و ساکن کاکیئوچی تحقیق می‌کند تا بتواند اطلاعاتی در رابطه با "فاجعۀ عظیم هینامیزاوا" بیابد. همچنین پیش از بروز فاجعه، او در صحنۀ جرم جسد سوخته‌ای که احتمالاً مربوط به تاکانو میو بوده حضور داشت. در کاگه‌بوشی-هن او دربارۀ دارویی که ناتسومی برای سرکوب احساسات منفی و اختلالات روانی‌اش مصرف می‌کرد تحقیق کرد. نتایج تحقیقات او نشان داد این دارو به طور جهانی ممنوع شده است. این نتایج باعث می‌شود ناتسومی پس از قتل خانواده‌اش گناهکار شناخته نشود. توموئه در پایان کاگه‌بوشی-هن بخاطر ضربۀ چاقو می‌میرد.
در توکی‌هوگوشی-هن که در سال ۱۹۸۲ روایت می‌شود، توموئه عامل مهمی در تحقیق و پیدا کردن هویت مجرم در پروندۀ قتل دانش‌آموز ساوامورا کوهی، دوست‌پسر اوزاکی ناگیسا می‌باشد. هم مقتول و هم دوست‌دخترش از دوستان ریوگو رنا در مدرسه‌اش در ایباراکی بوده‌اند. کوهی همچنین از قربانیان حملۀ رنا بوده است. توموئه ازین رو در جریان تحقیقاتش به منزل ریوگو در هینامیزاوا و بیمارستان رنا می‌رود که فایده‌ای نداشت. در پایان که اوزاکی ناگیسا به قتل می‌رسد، توموئه خشم خود را بر همکارانش خالی می‌کند که باعث انتقال او به دفتر روابط عمومی به سمت رئیس مکاتبات رسانه‌ای می‌گردد. توموئه ابتدا با این کار مخالفت شدیدی می‌کند اما سپس آن را می‌پذیرد.
در میوتسوکوشی-هن اورا توموئه با کمک گرفتن از رنا و ناتسومی از حقایق پشت داروی ممنوع و فسادکاری‌های وزیر سلامت و بهداشت چیبا آکیهیکو پرده بر می‌دارد و در پایان می‌فهمد هانادا که از آدم‌های چیبا است در واقع باعث مرگ پدرش شده است. توموئه سرانجام با یاری همکارانش از ادارۀ پلیس کاکیئوچی به فرودگاه شهر حمله کرده و آنها را گیر می‌اندازند. توموئه با دستگیر کردن هانادا انتقام مرگ پدرش را نیز می‌گیرد.
مینای مادوکا (南井 まどか Minai Madoka)
صداگذاری شده توسط: آسامی شیمودا
خواهر کوچکتر مینای توموئه و همچون او یک افسر پلیس. برخلاف رفتار جدی و رک توموئه، او شاد و خوش‌برخورد است. او پس از وقوع آتش‌سوزی در سال ۱۹۷۱ و مرگ والدینش بر اثر آن، به آتش‌هراسی دچار می‌گردد. ترس او در توکی‌هوگوشی-هن هنگامی نمایان می‌شود که ماشینشان در جلوی او و توموئه منفجر می‌گردد و مادوکا به محض دیدن شعله‌های آتش به وحشت می‌افتد. مادوکا و یامائوکی با وجود اختلاف سنی حدود سی سالۀشان، با هم نامزد کرده‌اند و ازین رو توموئه از رابطۀ میان آنها خشمگین است اما بعداً به آن احترام می‌گذارد.
مینای یوسوکه (南井 雄介 Minai Yūsuke)
پدر توموئه و مادوکا و شوهر نوبومی. او افسر پلیس در ام‌پی‌دی بود و در حال کار بر روی پروندۀ مهمی بود که در حادثۀ آتش‌سوزی در ۱۹۷۱ همراه با زنش جان خود را از دست داد.
فوجیتا شینگو (藤田 慎吾 Fujita Shingo)
صداگذاری شده توسط: سوسومو چیبا
کارآگاهی در اداره پلیس کاکیئوچی و همکار و دوست صمیمی مینای توموئه. او در بسیاری از تحقیقات مختلف توموئه از جمله حمله به فرودگاه کاکیئوچی در میوتسوکوشی-هن اورا به توموئه کمک می‌کند.
یامائوکی کائورو (山沖 薫 Yamaoki Kaoru)
صداگذاری شده توسط: نوریو واکاموتو
رئیس پلیس در اداره پلیس کاکیئوچی که مافوق توموئه، مادوکا و فوجیتا می‌باشد. یامائوکی و مادوکا با وجود اختلاف سنی سی سالۀشان نامزد کرده‌اند که باعث خشم و مخالفت توموئه با این رابطه است اما سرانجام نرم شده و با نامزدی آنها موافقت می‌کند. یامائوکی پدر مرحوم توموئه و مادوکا را می‌شناخت و ازین رو با دو خواهر آشنا بود. یامائوکی و یوسوکه دوستان صمیمی بودند. او همچنین دوست اوئیشی است.
تودو آکیرا (藤堂 暁 Tōdō Akira)
صداگذاری شده توسط: ساتوشی هینو
همکلاسی ناتسومی، چیساتو و تاماکو. او عضو باشگاه هنر مدرسه بوده و استعدادی در زمینۀ نقاشی دارد. آکیرا گرچه جوانی ساکت و درون‌گرا است، محبوبیتی میان همکلاسی‌ها دارد. او زبان به اعتراف می‌گشاید و عشقش را به ناتسومی ابراز می‌کند. در سومه‌اوتسوشی-هن هنگامی که اوئیشی و آکاساکا از ناتسومی بازجویی می‌کنند، آکیرا او را از دست آنها نجات داده و تا خانه او را می‌رساند. به محض رسیدن، آکیرا دور تا دور بیرون خانۀ ناتسومی طلسم‌هایی را می‌بیند. هنگامی که ناتسومی می‌گوید که او هیچ ارتباطی با هینامیزاوا ندارد، آکیرا تنها کسی است که از او حمایت می‌کند. او بعداً با اوئیشی و آکاساکا دربارۀ ارتباط ناتسومی با روستا و نفرین صحبت می‌کند و پس از آن او با یک تلفن عمومی در همان نزدیکی به خانۀ ناتسومی زنگ می‌زند و صدای کمک خواستن و گریه کردن کسی را در آن طرف خط می‌شنود. او به سرعت به خانۀ ناتسومی می‌رود که ناگهان هاروکو مادر ناتسومی با پرتاب کردن گلدان به سرش، آکیرا را بیهوش می‌کند. در کاگه‌بوشی-هن اما واقعیت به این صورت است: ناتسومی با گلدان به سر آکیرا ضربه زد و آنچه که در سومه‌اوتسوشی-هن روایت شد توهم او بوده است. در واقعیت ناتسومی قاتل خانواده‌اش بوده است چون تحت تأثیر سندرم هینامیزاوا قرار گرفته بود. پس از حادثۀ قتل خانوادۀ کیمیوشی، آکیرا ناتسومی را برای اینکه به او دروغ گفته بود با روستا ارتباطی ندارد، می‌بخشد.
کیمیوشی هاروکو (公由 春子 Kimiyoshi Haruko)
صداگذاری شده توسط: آکیکو هیراماتسو
مادر ناتسومی، همسر توجی و دختر آکی و نیز آنتاگونیست اونی‌ساراشی-هن. او به خاطر رفتارهای غیرعادی مادرش آکی پس از وقوع فاجعۀ هینامیزاوا و نیز هنگامی که پی می‌برد دخترش شغل پاره‌وقت در بیمارستان عمومی سائکی دارد، شروع به بدرفتاری جسمی و روحی با ناتسومی می‌کند. یک روز ناتسومی از مدرسه به خانه می‌آید و می‌بیند مادربزرگش در دستشویی تا حد مرگ مورد ضربات چاقوی هاروکو قرار گرفته است. هاروکو توجی و ناتسومی را مجبور به تکه‌تکه و سپس مخفی کردن جسد آکی می‌کند. چند روز بعد که از تلویزیون خبر کشف جسد آکی در کوه‌های گیفو پخش می‌شود، هاروکو همسرش را به خاطر خوب مخفی نکردن جسد سرزنش می‌کند و توجی نیز به اینکار اعتراف می‌نماید. پس از اینکه هاروکو از اتاق خارج می‌شود، توجی یواشکی به ناتسومی می‌گوید که به پلیس زنگ بزند. هاروکو این را می‌شنود و همسرش را با ضربۀ چاقوی میوه می‌کشد. سپس اقدام به کشتن ناتسومی می‌کند. آکیرا به خانۀ آنها می‌رسد و هاروکو با پرت کردن گلدان آکیرا را بیهوش می‌کند، کمی بعد ناتسومی او را می‌کشد. در کاگه‌بوشی-هن مشخص می‌گردد همۀ این اتفاقات توهم بوده‌اند و ناتسومی قاتل واقعی خانواده‌اش بوده است و ازین رو هاروکو بیگناه می‌باشد.
کیمیوشی توجی (公由 冬司 Kimiyoshi Tōji)
صداگذاری شده توسط: کیجی فوجیوارا
پدر ناتسومی و شوهر هاروکو. او مردی ساکت و آسان‌گیر است و بیشتر اوقات در حال خواندن روزنامه دیده می‌شود. به خاطر شغلش، مجبور بود همراه با خانواده‌اش از اوکینومیا به کاکیئوچی نقل مکان کند. در اونی‌ساراشی-هن، سومه‌اوتسوشی-هن و کاگه‌بوشی-هن او با مخفی کردن جسد تکه‌شدۀ آکی در کوه‌های گیفو به ناتسومی کمک می‌کند؛ اما به خاطر وجدان و شجاعتش عمداً سر قطع‌شدۀ آکی را مخفی می‌کند و پلیس خیلی زود آن را پیدا می‌کند. پس از کشف جسد و پخش خبر آن در تلویزیون او به ناتسومی پیشنهاد می‌دهد خودش را تسلیم کند. اما ناتسومی که در آخرین درجۀ سندرم هینامیزاوا است خشمگین شده و او را با چاقوی میوه می‌کشد.
هاتاکه‌یاما کازوما (畠山 一馬 Hatakeyama Kazuma)
بیمار پیری که در بیمارستان عمومی سائکی بستری است. او فرد کم‌حرفی است اما به دلیل هم‌محلی بودنشان میان او و  ناتسومی پیوند خوبی ایجاد می‌شود. در سومه‎‌اوتسوشی-هن پس از وقوع فاجعۀ عظیم هینامیزاوا او دچار درجۀ ۵ سندرم هینامیزاوا می‌گردد و یاماسه، پرستاری در بیمارستان و راهنمای ناتسومی، را با ضربۀ کپسول آتشنشانی به سرش به قتل می‌رساند و پس از آن با چاقو زدن گردن خودش خودکشی می‌کند. در کاگه‌بوشی-هن او توسط دوست خوب و هم‌محلی‌اش اوباتا کیوشی به ضرب چاقو کشته شد. اوباتا سپس با چاقو زدن گردنش خودکشی می‌کند.
هاتاکه‌یاما آئوئی (畠山 あおい Hatakeyama Aoi)
نوۀ ده‌سالۀ کازوما که در سومه‌اوتسوشی-هن به او اشاره شد و در کاگه‌بوشی-هن نقش پررنگی ایفا کرد. در سومه‌اوتسوشی-هن او توسط پدرش ماسائو کشته شد. ماسائو پیش از او همسرش یوشیکو و پسر کوچکترش کنتارو را نیز کشته بود و می‌خواست خودکشی کند که پلیس او را پیدا و دستگیر کرد و برای بهبودی و درمان به بیمارستان فرستاد. در کاگه‌بوشی-هن او تنها فرد باقیمانده از خانوادۀ هاتاکه‌یاماست چون همچون آرک قبل پدرش با ارتکاب خود-دیگرکشی با استفاده از تفنگ شکاری همسر، پسر و خودش را به قتل می‌رساند. آئوئی نیز پس از حادثه تحت نظارت پلیس در بیمارستان عمومی سائکی قرار می‌گیرد. توموئه با تحقیقات بیشتر پی می‌برد که آئوئی در حقیقت قاتل خانواده‌اش بوده چون پدرش از قبل به او طرز استفاده از تفنگ شکاری را یاد داده بود و وقتی که آئوئی دچار فروپاشی روانی شد خانواده‌اش را با خونسردی کشت. وقتی که ناتسومی به همان بیمارستان آئوئی منتقل شد، آئوئی گفت که او همچون خودش خانواده‌اش را کشته است. بدین گونه باعث می‌شود ناتسومی که دچار فراموشی ناشی از تروما شده بود، خاطراتش و نیز شخصیت دیگرش برگردد و او را مجبور به کشتن چیساتو کند.
یاماسه کازوکو (山瀬 加寿子 Yamase Kazuko)
پرستار هاتاکه‌یاما کازوما در بیمارستان عمومی سائکی و نیز راهنمای ناتسومی در شغل پاره‌وقتش. او در سومه‌اوتسوشی-هن به دست کازوما کشته می‌شود. مرگ او عامل مهمی در دچار شدن ناتسومی به سندرم هینامیزاوا می‌گردد.
اوباتا کیوشی (小幡 清 Obata Kiyoshi)
دوست کازوما و همسایۀ خانوادۀ هاتاکه‌یاما. او همچون کازوما در اوکینومیا زندگی می‌کرد و در سال ۱۹۷۶ به کاکیئوچی نقل مکان کرد؛ ازین رو پلیس که داشت ساکنان هینامیزاوا در کاکیئوچی از سال ۱۹۷۸ را بررسی می‌کرد، اوباتا را از فهرست این افراد جا انداخت. او در کاگه‌بوشی-هن خود و کازوما را با چاقو به قتل می‌رساند.

### توکی‌هوگوشی-هن
این آرک بخشی از ادونسد استوری (Advanced Story) می‌باشد.
اوزاکی ناگیسا (尾崎 渚 Ozaki Nagisa)
صداگذاری شده توسط: مایاکو نیگو
دختری که در اوماکی در نزدیکی شهر کاکیئوچی زندگی می‌کند. او قبلاً شخصیت بشاشی داشت اما بعداً آرام و خجالتی شد. ناگیسا از دوستان رنا در ایباراکی بود تا اینکه حادثۀ مدرسه در سال ۱۹۸۲ رخ داد و رنا پنجره‌های مدرسه را شکاند و به سه نفر از دانش‌آموزان از جمله ساوامورا کوهِی، دوست‌پسر ناگیسا حمله کرد. ازین رو کوهی در بیمارستانی در ایباراکی بستری شد. ناگیسا پس از این حادثه از رنا خشمگین  و متنفر می‌شود و ارتباطش را با او قطع می‌کند. کوهی در اکتبر همان سال به قتل می‌رسد و آنطور که در ابتدا به نظر می‌رسد او خودش را از طبقۀ هشتم بیمارستان به بیرون پرت می‌کند. ناگیسا در پی مرگ کوهی، با این قتل و پرونده‌های مرتبط با آن درگیر می‌شود و با توموئه که در جریان این پرونده‌ها بود آشنا می‌گردد. او سرانجام در پایان آرک به طور عجیبی و به خاطر تصادف با یک کامیون در وسط جاده فوت می‌کند. مرگ ناگیسا اندوه و پریشانی بسیاری را به توموئه وارد می‌کند، به طوری که به خاطر آن به دفتر روابط عمومی منتقل می‌شود گرچه او هنوز مصمم به گرفتن قاتل ناگیسا است. در پایان آرک مشخص می‌گردد پرستار، هیرانوما یوکو قاتل کوهی است و او در حقیقت کوهی را از پنجره پرت کرده است.

### یوئیگوشی-هن
اوتوبه آکیرا (乙部 彰 Otobe Akira)
صداگذاری شده توسط: کوکی میاتا
مردی جوان که در جنگل‌های متروک هینامیزاوا سرگردان است. او شباهت زیادی به ساتوشی دارد که باعث شگفتی میون می‌شود. مشخص می‌شود که او برای خودکشی گروهی به این روستا آمده است. آکیرا که در دوران دانشجویی‌اش در توکیو برای تحت تأثیر قرار دادن دوستان و دوست‌دخترش پول زیادی را خرج کرد تا آنجا که بدهی زیادی برای خود انباشته کرد؛ ازین رو او با افرادی دیگر که هرکدام دلایل خودشان را داشتند، برای خودکشی زغال-سوز به صورت گروهی به هینامیزاوا رفتند. او در میانۀ راه کارت بانکی یکی از همسفرانش به هینامیزاوا را می‌دزدد تا بدهی‌هایش را صاف کند اما میون به این موضوع و بی‌صداقتی آکیرا پی برده و به همگی فاش می‌کند. او برای توبه از این گناهش به میون در پیدا کردن میراث مهم خانوادۀ سونوزاکی کمک می‌کند.
سونوزاکی میون (園崎 魅音 Sonozaki Mion)
صداگذاری شده توسط: ساتسوکی یوکینو
زنی که مدعی ست از زمان فاجعه در روستا بوده است. مشخص می‌شود او در واقع شیون است که توسط روح خواهرش میون تسخیر شده که ۲۳ سال پیش در انفجار مدرسۀ هینامیزاوا توسط رنا همراه با ریکا، ساتوکو و بسیاری از بچه‌های دیگر مرده است. او در جستجوی میراث خانوادگی سونوزاکی به هینامیزاوا آمد تا سرپرست بودن خانواده را با داشتن آن اثبات کند. او با کمک آکیرا و آراکاوا سعی می‌کند این میراث را پیدا کند.
آراکاوا ریونوسوکه (荒川 龍ノ介 Arakawa Ryūnosuke)
صداگذاری شده توسط: توموئاکی مائنو
روزنامه‌نگار خبرهای زرد که برای نوشتن مقاله‌ای درمورد علوم غریبه همراه با میوکی به هینامیزاوا می‌رود. مشخص می‌شود که دلیل واقعی او در این سفر پیدا کردن علت مرگ پدر طردشده‌اش آراکاوا ریوئیچی است. ریونوسوکه پس از مرگ پدرش نوار کاستی از او پیدا کرد که در آن ریوئیچی در حال مصاحبه با کئیچی پس از انفجار مدرسه و فاجعۀ عظیم هینامیزاوا بود. کئیچی ریوئیچی را به نفرین و غرق شدن در آب تهدید می‌کند و دوازده سال بعد ریوئیچی واقعاً به همین صورت می‌میرد.
تووادا یائه (十和田 八重 Towada Yae)
صداگذاری شده توسط: ریوکو شینتانی
زن جوانی که با دوست‌پسرش تاکومی به هینامیزاوا می‌آیند. او با تاکومی در دانشگاه آشنا و عاشقش شد. او و تاکومی در سالن اجتماعات معبد فوروده می‌مانند و نور آنجا بقیه افراد از جمله آراکاوا، میوکی و میون را جلب می‌کند. آنطور که به نظر می‌آید تاکومی بیشتر اوقات خوابیده، ولی در واقع مرده است. بقیه افراد می‌فهمند یائه خود دست به کشتن او زده است. یائه تعریف می‌کند که تاکومی به طور مداوم با او بدرفتاری می‌کرد. او در پایان تصمیم می‌گیرد خود را تسلیم پلیس کند.
کوروساوا تاکومی (黒澤 工 Kurosawa Takumi)
صداگذاری شده توسط: آکیرا ایشیدا
دوست‌پسر یائه که همراه با او به هینامیزاوا می‌آید. او و یائه در دانشگاه با هم آشنا و عاشق شدند. پس از فارغ‌التحصیلی شروع به زندگی با هم کردند. تاکومی به عنوان گیتاریست یک باند مشغول به فعالیت بود. یائه به شغل او احترام می‌گذاشت و قدردان آن بود. اما سرانجام باند فروپاشیده شد و اعضای آن زندگی خود را به گونۀ دیگری ادامه دادند؛ با این حال تاکومی به کارش در موسیقی ادامه داد اما هر بار به شکست منجر می‌شد که باعث شد دچار افسردگی شود و به عادت‌هایی همچون نوشیدن الکل روی آورد و ازین رو یائه را مورد بدرفتاری‌های فیزیکی قرار دهد. پس از مرگش مشخص می‌شود او از رفتاری که با یائه داشت ناراحت و غمگین بود و تصمیم داشت پس از رفتن از هینامیزاوا مشکلات را حل کند.
میفونه (三船 Mifune)
صداگذاری شده توسط: هیده‌کاتسو شیباتا
آنتاگونیست یوئیگوشی-هن. او عضو خائن خانوادۀ سونوزاکی ست که زمانی محرم اسرار شوهر سونوزاکی آکانه بود. او اقدامات لازم برای ترور آکانه را سازمان داد که ناموفق بود؛ گرچه آکانه بعداً بر اثر بیماری در بیمارستان درگذشت. میفونه می‌خواست با ترور او، میراث خانوادۀ سونوزاکی را پیدا کند. سرانجام شیون او را در خانۀ اصلی سونوزاکی به قتل می‌رساند.
سوریماچی میوکی (反町 美雪 Sorimachi Miyuki)
صداگذاری شده توسط: میوکی ساواشیرو
نویسندۀ فریلنسری که همراه با ریونوسوکه می‌خواهد پرده از معماهای هینامیزاوا بردارد. بعداً مشخص می‌گردد او در واقع دختر آکاساکا، میوکی است که با پسر سوریماچی، از دوستان آکاساکا ازدواج کرده است. او پلیس نامحسوسی است که مأموریت گرفتن میفونه را داشت.

### میوتسوکوشی-هن اورا
این آرک آخرین بخش از ادونسد استوری (Advanced Story) می‌باشد.
هانادا شیرو (花田 史郎 Hanada Shirō)
صداگذاری شده توسط: جونجی ماجیما
کارآگاهی در اداره پلیس کاکیئوچی و همکار فوجیتا و توموئه. به او در آرک‌های قبل از جمله کاگه‌بوشی-هن و توکی‌هوگوشی-هن اشاراتی شده اما در میوتسوکوشی-هن اورا نقش پررنگتری دارد. مشخص می‌گردد نام واقعی او تاکیگوچی شیرو بوده و او برادر کازه‌نوری می‌باشد که در جریان اعتراضات دانشجویی و در حادثۀ ۱۹۷۰ گروگانگیری ویلای کوهستانی شیراکابا در استان ناگانو به دست افسر پلیس مینای یوسوکه کشته می‌شود. شیرو پس از آن برای زنده ماندن دست به دزدی می‌زند و در جریان یکی از دزدی‌ها چیبا آکیهیکو، از اعضای سازمان "توکیو" و وزیر سلامت و بهداشت ژاپن او را گیر می‌اندازد؛ اما به جای لو دادنش او را تحت سلطۀ خود می‌گیرد و تبدیل به یکی از آدم‌هایش می‌کند. چیبا به او نام تقلبی هانادا را می‌دهد. هانادا از این پس به دنبال انتقام از قاتل برادرش می‌رود و به دستور چیبا در ۱۹۷۱ خانۀ مینای را به آتش می‌کشاند که منجر به مرگ والدین مادوکا و توموئه می‌گردد. او به عنوان یک کارآگاه در شغلش جدی و در عین حال بدبین و طعنه‌آمیز می‌باشد. در میوتسوکوشی-هن اورا همچنین مشخص می‌شود هانادا فردی بوده که ربودن اوزاکی ناگیسا منجر به مرگ او بر اثر افتادن از صندلی عقب خودرو و نتیجتاً برخورد با یک کامیون می‌شود. در پایان آرک هانادا که در حال فرار با هواپیما از فرودگاه کاکیئوچی بود با شجاعت توموئه نقشه‌هایش به هم خورده و در نهایت دستگیر می‌گردد.
تسوکادا اوسامو (塚田 理 Tsukada Osamu)
صداگذاری شده توسط: یوئیچی ناکامورا
هم‌مدرسه‌ای و سال‌بالایی مینای توموئه در دوران دبیرستان. او معاون دوم وزیر سلامت و بهداشت، چیبا آکیهیکو است. اولین حضور تسوکادا در توکی‌هوگوشی-هن است که چندین بار توموئه را به ناهار یا شام در بیرون دعوت می‌کند که با مخالفت توموئه روبرو می‌شود. در میوتسوکوشی-هن اطلاعات بیشتری از او فاش می‌شود: او در دوران دانشجویی‌اش با اونوما ماسومی، دختر اونوما شیگه‌رو که از اعضای مهم وزارت بهداشت است، آشنا شده و بعداً تصمیم به ازدواج می‌گیرند. هنگامی که شیگه‌رو پس از تحقیقاتی به زندان فرستاده شد و در همانجا فوت کرد، دخترش آن را نپذیرفت و باور داشت که پدرش سپر بلا و بازیچۀ دیگران شده است. او ازین رو روز قبل عروسی‌اش با تسوکادا خودکشی می‌کند. تسوکادا از این پس که ویران شده، مصمم می‌شود عمر خود را وقف فاش کردن فسادکاری‌های وزارت کند با این که خوب می‌داند برای اینکارهایش تنبیهی در انتظار اوست. او سرانجام تحقیقات خود از فسادکاری‌های چیبا را به دست توموئه می‌دهد.
چیبا آکیهیکو (千葉 明彦 Chiba Akihiko)
صداگذاری شده توسط: روکورو نایا
وزیر سلامت و بهداشت ژاپن و آنتاگونیست اصلی آرک‌های ادونسد استوری (Advanced Story). او پیش از رسیدن به قدرت در سیاست، معاون مدیر دفتر امنیت دارویی بود. او با واردات و توزیع داروی ممنوع شدۀ پلاسیل عامل سازمان‌دهندۀ حادثۀ لوول (Lowell Incident) در سراسر ژاپن بود که منجر به آسیب‌های گسترده‌ای در بیماران با اختلالات روانی و حتی مرگ در میان آنها شد. به دستور او برای توقف تحقیقات مربوط به داروی پلاسیل و حادثۀ لوول خانۀ خانوادۀ مینای توسط هانادا به آتش کشیده شد. چیبا، با جاه‌طلبی و فسادش قصد داشت جانشین نخست‌وزیر شود. هانادا در ابتدا جاسوس و سپس دست راست چیبا می‌باشد. تسوکادا نیز معاون دوم چیبا است و همزمان برای تلافی مرگ همسرش در حال جمع‌آوری اطلاعات در جهت فاش کردن فسادهای اوست. توموئه و همکارانش اطلاعات بدست آمده از تسوکادا را به پیشنهاد سوریماچی به دفتر دادستانی توکیو می‌فرستند. سوریماچی و همکارانش سرانجام چیبا را اندکی پیش از فرار در فرودگاه کاکیئوچی دستگیر می‌کنند. دستگیری چیبا باعث تضعیف مالی و سیاسی سازمان توکیو شده که منجر می‌گردد آنها پشت تاکانو را در میوتسوکوشی-هن اوموته خالی کنند.
سوریماچی تاکاشی (反町 隆志 Sorimachi Takashi)
صداگذاری شده توسط: توموئاکی مائنو
رئیس دادستانی عمومی در دفتر دادستانی منطقۀ توکیو. او از دوستان قدیمی و سال‌بالایی آکساکا مامورو در دانشگاه بوده که نقش کلیدی در دستگیری چیبا آکیهیکو دارد. همسر او طی فرایند زایمان جانش را از دست می‌دهد؛ اگرچه پسرش یوئیچی سالم بدنیا می‌آید. او معمولاً به خاطر اینکه زمان کمی را در کنار پسرش است خود را سرزنش می‌کند. او به توموئه اطلاع می‌دهد که دفتر دادستانی منطقۀ ناگویا مورد نفوذ چیبا بوده و از توموئه می‌خواهد که به او اعتماد کند و اطلاعات مربوط به فساد چیبا را به دفتر دادستانی منطقۀ توکیو بفرستد. توموئه ابتدا به او بی‌اعتماد است اما با دیدن عکسی از یوئیچی و دختر آکاساکا، به او اعتماد می‌کند. اعتماد توموئه به سوریماچی منجر به دستگیری موفقیت‌آمیز چیبا حین فرار می‌گردد. غیرمستقیم فاش می‌شود که توموئه با سوریماچی ازدواج می‌کند. میوکی نیز با یوئیچی ازدواج می‌کند؛ آنطور که در یوئیگوشی-هن نام خانوادگی او سوریماچی می‌باشد.
هایامی ریوجی (速水 竜二 Hayami Ryūji)
صداگذاری شده توسط: یوسوکه آکیموتو
او کارآگاه و رئیس تیم اول تحقیقات سیار مقر استانی پلیس می‌باشد. در سومه‌اوتسوشی-هن سر صحنۀ آتش‌سوزی جسد تاکانو در بشکۀ نفت، در کاگه‌بوشی-هن سر صحنۀ قتل هاتاکه‌یاما توسط اوباتا و در توکی‌هوگوشی-هن سر صحنۀ مرگ اوزاکی ناگیسا بر اثر تصادف با کامیون حاضر بود. در میوتسوکوشی-هن اورا او همراه با همکارانش به توموئه در حمله به فرودگاه کاکیئوچی کمک می‌کند.
آراکاوا ریوئیچی (荒川 龍一 Arakawa Ryūichi)
پدر ریونوسوکه که به عنوان روزنامه‌نگار و خبرچین برای اداره پلیس کاکیئوچی کار می‌کند. او همان گزارشگری است که در تاتاری‌گوروشی-هن با کئیچی و در یوئیگوشی-هن با کئیچی و شیون مصاحبه کرد.

### کوتوهوگوشی-هن
فوروده ریکو (古手 陸 Furude Riku)
صداگذاری شده توسط: توموکازو سکی
از اجداد ریکا و سرپرست و عابد شینتو معبد فوروده. او در نوزادی توسط هانیو در آغوش مادر فوت‌شده‌اش پس از نبرد با دیوها نجات داده شده و توسط روستائی‌های اونی‌گافوچی بزرگ و تربیت می‌شود. بیست سال بعد هانیو دوباره او را می‌بیند و با او ازدواج می‌کند. آنها دختری به نام اوکا می‌دارند.
فوروده اوکا (古手 桜花 Furude Ōka)
دختر هانیو و ریکو که شبیه ریکا می‌باشد. هانیو از او درخواست می‌کند برای توبۀ گناهان تمام روستائی‌ها او را بکشد.
کیمیوشی شینو (公由 志乃 Kimiyoshi Shino)
صداگذاری شده توسط: آی مائدا
سرپرست خانوادۀ کیمیوشی و اجداد اعضای این خانواده در نسل‌های بعد. او دوست هانیو می‌شود.
سونوزاکی مائو (園崎 魔央 Sonozaoki Mao)
صداگذاری شده توسط: مارینا اینوئه
سرپرست خانوادۀ سونوزاکی و اجداد اعضای این خانواده.